# TER Franche-Comté

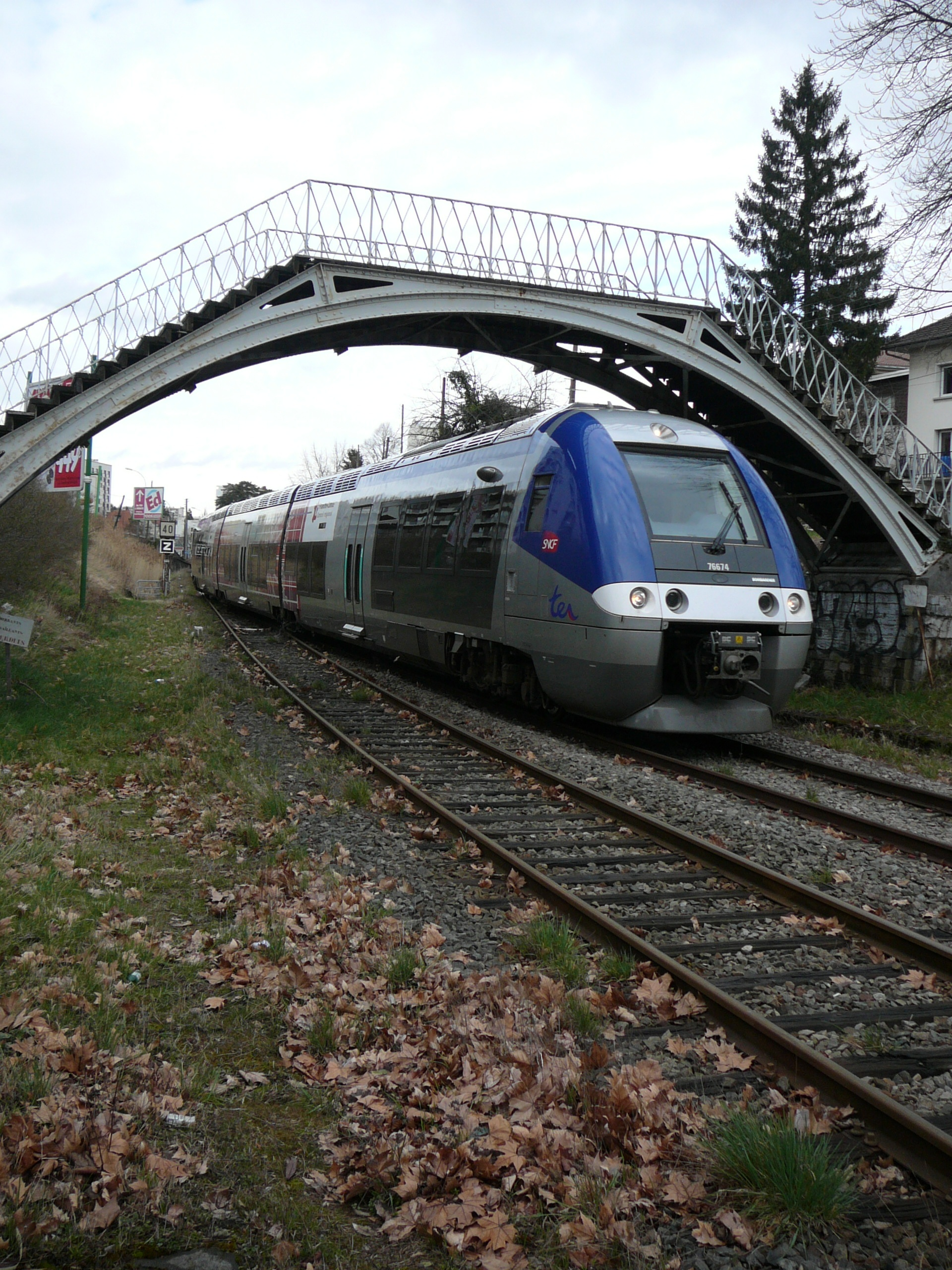
Un AGC (X76500) arrive en gare de Besançon-Mouillère.

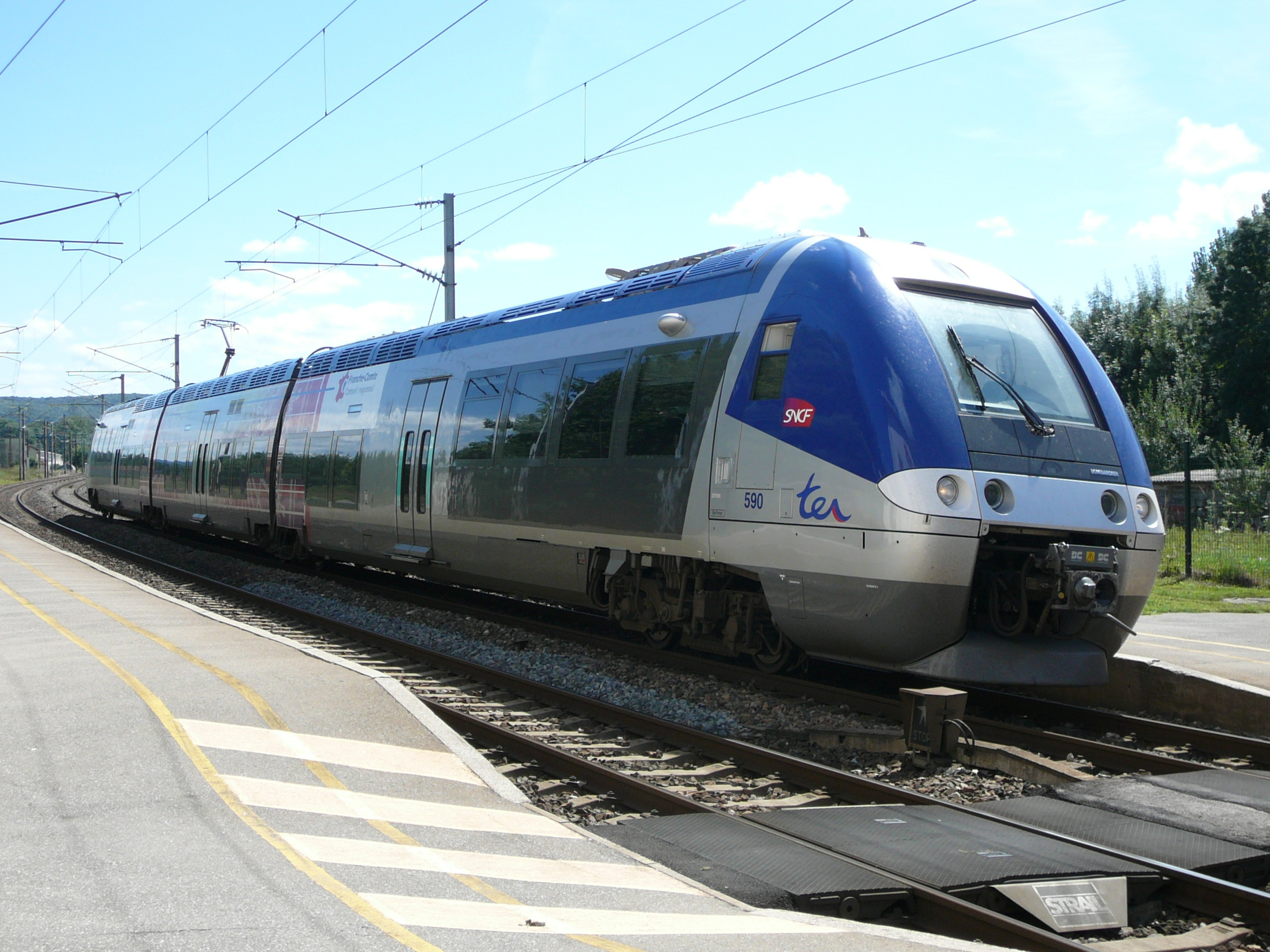
Une ZGC (Z27590) en gare d'Arc-et-Senans.

Le TER Franche-Comté était le réseau de Transports express régionaux (TER) de l'ancienne région administrative Franche-Comté. Depuis la fusion des régions en 2017, ses services sont délivrés depuis par le réseau TER Bourgogne-Franche-Comté.
Il a représenté, en 2010, environ 180 circulations de trains et 100 circulations d'autocars par jour de pleine semaine, utilisées par plus de 20 000 voyageurs par jour en moyenne. Le réseau ferroviaire de Franche-Comté ouvert au trafic TER et Intercités atteint une longueur de 770 km, et compte 66 gares et points d'arrêt au sein de la région. Les trains affectés au TER Franche-Comté ont réalisé 4,6 millions de train-km pendant l'année 2010. La fréquentation du TER Franche-Comté a augmenté de 27,2 % entre 2004 et 2008, dont 9,5 % rien qu'entre 2007 et 2008 (soit plus de 16 000 voyageurs par jour). L'axe Belfort - Montbéliard - Besançon - Dole - Dijon représente à lui seul 63,6 % de la fréquentation.
Le budget transport de la région Franche-Comté a été de 123 000 000 € en 2010, ce qui représente 24 % de son budget. Environ la moitié de cette somme est consacrée aux transports express régionaux. Trois lignes sont certifiées « NF service » sur la base de la norme EN 13816 délivré par Afnor : Besançon - Dijon, Besançon - Belfort et Besançon - Morteau.

## Histoire

### Le transport régional avant la décentralisation
En 1960, le trafic régional et local est assuré surtout par les trains omnibus, qui incluent les trains directs ou semi-directs. Dans l'actuelle région Franche-Comté, ce trafic porte sur trois à cinq allers-retours par jour et par sens sur la plupart des lignes, comme c'est le cas de la majorité des zones rurales de la France de l'époque. Concrètement, quatre ou cinq aller-retours circulent sur la ligne de Culmont - Chalindrey à Vesoul, la ligne de Dole à Belfort, la ligne de Dijon à Andelot par Dole, et sur la ligne de Franois à Arc-et-Senans (relation Besançon - Mouchard). Entre Besançon et Franois, où les lignes de Dijon et Mouchard sont établies en tronc commun, la densité du trafic est supérieure, ce qui est également le cas sur la section de Montbéliard à Belfort. Mais d'autres sections de lignes principales ne voient circuler que trois omnibus par jour et par sens : Lure - Vesoul, Andelot - Vallorbe / Pontarlier. La section occidentale de la ligne de Besançon au Locle (jusqu'au Valdahon) est également dans ce cas. Toutes les autres lignes ne disposent que de deux allers-retours omnibus, voire que d'un seul sur la ligne de Belfort à Delle et sur la section Mouchard - Saint-Amour de la relation Strasbourg - Lyon-Perrache. Pire, les lignes de Lure à Épinal et la ligne d'Aillevillers à Port-d'Atelier-Amance sont d'ores et déjà dépourvues de trafic omnibus. Plusieurs lignes sont fermées pendant le programme d'économies de 1967/1973, à savoir les trois dernières lignes desservant Gray (Is-sur-Tille - Gray le 3 mars 1969, Gray - Vesoul et Culmont-Chalindrey - Gray le 31 mai 1971) et la ligne de Saint-Jean-de-Losne à Lons-le-Saunier, le 28 septembre 1969.
La SNCF n'ayant pu atteindre l'équilibre financier à la fin de l'exercice 1973, le ministère des Finances fixe l'objectif de reporter les services omnibus sur 10 000 km de voies ferrées sur la route, chiffre bientôt porté à 12 500 km. Quand Jacques Chirac devient Premier ministre le 27 mai 1974, il décrète rapidement l'arrêt des transferts sur route autoritaires et propose d'attendre tout d'abord l'élaboration des premiers schémas régionaux de transport (SRT) décidée le 6 mars 1974. Six régions sont choisies comme régions pilotes, dont la région Franche-Comté ne fait pas partie, mais le principe est progressivement étendu sur toutes les régions jusqu'en 1977. La Franche-Comté entame l'élaboration de son SRT dès 1975. Les régions vont se voir confier l'organisation des services omnibus, avec l'idée sous-jacente qu'elles vont fermer des lignes rurales pour utiliser les économies réalisées pour l'amélioration des dessertes déclarées d'intérêt régional par le SRT. Le but global est l'amélioration des transports collectifs sans coûts supplémentaires pour la collectivité. La Franche-Comté sera la huitième et dernière région à adopter un SRT dans le cadre du décret du 30 août 1977, en décembre 1978.
Globalement, les SRT n'ont pas eu les effets escomptés, bien peu de lignes ayant été fermées. Pour les pouvoirs publics, cette première tentative de régionalisation est vécue comme un échec. Le décret du 30 août 1977 relatif aux SRT est donc abrogé et remplacé par un nouveau décret publié le 24 septembre 1979, en gardant le dispositif des SRT. En mars de la même année déjà, un nouveau contrat d'entreprise a été conclu entre l'État et la SNCF, qui retrouve la responsabilité de la gestion des omnibus. Avec le nouveau décret, les départements et groupements de communes sont dotés officiellement de la compétence de conclure des contrats avec la SNCF, à l'instar des régions. L'article 3 les encourage de proposer des fermetures de lignes et des transferts sur route jusqu'au 30 juin 1980, pour ensuite se faire reverser les économies réalisées par l'État pour une durée de sept ans, pour toute mesure mise en œuvre avant le 31 décembre 1981. Contrairement au décret précédent, ces économies ne doivent plus être obligatoirement réinvesties dans les transports collectifs, mais peuvent être affectées librement. Mais la région Franche-Comté ne suit pas la logique des transferts sur route et s'efforce de maintenir les lignes Besançon - Le Locle et Andelot - La Cluse. Elle ne propose pas non plus de réorganiser la desserte ferroviaire sur une ligne choisie, mais envisage d'améliorer la desserte par autocar le long des lignes fermées antérieurement au trafic voyageurs (Besançon - Vesoul, Gray - Vesoul et Besançon - Pontarlier), et de créer des lignes régionales entre Lons-le-Saunier, Morez et Saint-Claude.
La LOTI, promulguée le 30 décembre 1982, encourage la décentralisation des transports, sans pour autant définir un cadre précis. Puis, la loi du 7 janvier 1983 sur la répartition des compétences entre les communes, les départements, les régions et l'État donne le coup d'envoi à la décentralisation sur un plan plus général, avec, entre autres, l'instauration du suffrage universel des Conseillers régionaux. Sur le plan des transports ferroviaires régionaux, l'attitude de l'État reste ambivalente. En effet, il ne veut pas doter les régions des budgets nécessaires leur permettant de se substituer à l'État pour le versement de la contribution d'équilibre des services SNCF d'intérêt régional. Il craint que les régions puissent détourner ces fonds de leur destination initiale et ne réduisent les services ferroviaires, ce qui n'est plus souhaité, contrairement aux années 1970. De ce fait, la décentralisation des services ferroviaires ne peut être que facultative, l'État l'encourageant toutefois et souhaite que les régions s'investissent dans leur amélioration.

### De la naissance du TER jusqu'à la régionalisation
Le TER Franche-Comté est lancé en 1986 à la suite de la mise en place d'une nouvelle politique commerciale de la SNCF sur le plan des transports régionaux, souhaitant affirmer davantage sa propre identité d'entreprise en mettant fin, notamment, aux décorations des trains suivant les souhaits des régions. « TER » traduit une stratégie commerciale reposant sur la marque TER avec son logo et sa décoration, sorte de label de qualité ; la charte TER signée entre la SNCF et les régions qui le souhaitent ; et la gamme commerciale TER. Elle s'exprime à travers l'information voyageurs, la promotion et la communication institutionnelle. Parmi les quatre coloris que la SNCF propose pour la livrée du matériel TER, la Franche-Comté choisit le bleu. Le TER veut rajeunir l'image des transports ferroviaires régionaux, jusque-là négligés et souffrant d'une mauvaise image. Pour la première fois, une telle initiative est mise en œuvre sur le plan national et s'accompagne de conventions avec toutes les régions (sauf trois, retardataires). Dès janvier 1986, la région signe sa convention d'exploitation avec la SNCF pour une durée de quatre ans, alors que la durée usuelle est de cinq ans. Il s'agit d'une convention dite « à la marge », c'est-à-dire la Région ne doit assumer que les charges supplémentaires engendrées par les modifications du service de l'année de référence effectuées à sa demande. Autrement dit, les trains régionaux ne coûtent rien à la Région tant qu'elle ne demande pas des aménagements de l'offre. La Région a droit au versement d'un bonus si la fréquentation augmente à la suite des modifications qu'elle a apportées à la desserte. Ce début de conventionnement global coïncide à peu près avec l'instauration du TER, mais est en fait un développement indépendant issu de la politique de décentralisation.
Le premier matériel électrique moderne conçu pour le trafic régional en dehors de l'Île-de-France sont les automotrices électriques de la famille des Z2. La Région commande deux Z 9500 bicourant, numérotées Z 99501 et Z 99502, mises en service en 1983. En plus, des rares roulements conduisent quelques-unes de dix-huit Z 9500 basées à Marseille jusqu'à Besançon et Belfort. Mais ce n'est qu'à partir de 1986 que les Z2 s'imposent en Franche-Comté. Le dépôt de Vénissieux reçoit alors quinze Z 9600 dont plusieurs sillonnent la région. Elles remplacent, sur la ligne du Haut-Bugey, les EAD X 4630 de Nevers peu adaptées à cette ligne de montagne. En même temps, le dépôt de Thionville reçoit vingt-deux Z 11500 majoritairement employées en Lorraine et Alsace, mais allant régulièrement à Belfort et Besançon également.
Au début du TER Franche-Comté, environ 20 % des services TER portent sur des lignes purement routières. Des autocars complémentaires existent sur 42 % des voies ferrées ouvertes au service voyageurs. Jusqu'à l'échéance de la première convention, ce taux passe à 51 %. Pendant la même période, la plupart des régions commencent à investir dans la modernisation de l'infrastructure ferroviaire ou des gares. La Franche-Comté par contre fait partie des trois régions qui n'investissent quasiment rien en ce domaine, soit 300 000 francs pour la période de 1985 à 1992 (allongement d'un quai, abribus et poteaux d'arrêt pour des lignes routières). Pendant cette même période, le Conseil régional consacre un budget plus important aux investissements dans le matériel roulant, à savoir 21 700 000 francs. Mais c'est le cinquième montant le plus petit des vingt régions de la France continentale hors Île-de-France ; il ne représente que 1,425 % des investissements en matériel roulant de l'ensemble de ces vingt régions. Sur le plan des investissements ferroviaires, la Franche-Comté se classe donc à la 19e place des régions françaises.
Le TER Franche-Comté est à la limite déficitaire pendant les quatre premières années, avec des résultats comptables variant entre −1 074 000 francs pour l'exercice 1987 et 1 534 000 francs pour l'exercice 1990. Ces chiffres tiennent compte, bien entendu, de la contribution versée par l'État au titre de l'exploitation du service public de transport régional de voyageurs. Le résultat encourageant de 1990 ne se répète pas, car la Franche-Comté fait partie des dix régions connaissant une baisse du trafic entre 1991 et 1996. Elle est assez marquée et porte sur 22 % du nombre des voyageurs transportés. Dès l'exercice 1992, apparaît donc de nouveau un solde négatif de −356 000 francs alors que le solde provisoire avait été de 2 851 000 francs. Après cette mauvaise surprise pour la Région, l'exercice 1993 est une fois de plus déficitaire avec −3 807 000 francs, alors que d'autres régions ayant subi une baisse de trafic depuis 1990 restent bénéficiaires. Ces résultats ne sont publiés, avec des chiffres provisoires qui plus est, qu'en juin 1995. Les responsables de la SNCF ne parviennent pas à justifier de façon satisfaisante ces mauvais résultats, tout en demandant aux régions concernées de lui verser des contributions à concurrence des déficits, alors que c'est la SNCF elle-même qui distribue la contribution de l'État parmi les régions. Cette expérience instille donc la méfiance des régions à l'égard de la SNCF, l'opacité des chiffres ne permettant pas d'exclure que cette dernière répercute les charges financières du réseau à grande vitesse sur les dessertes régionales.
En effet, à partir de l'exercice 1993, la SNCF essaie de décharger sur les régions les déficits de ses express d'intérêt régional (EIR), catégorie définie par la société nationale en 1990. Elle demande aux régions de les intégrer dans le conventionnement des TER et réduit en même temps l'offre de ce type de trains pour donner plus d'ampleur à sa requête, si bien que les régions cèdent devant la crainte de voir disparaître ces services. En Franche-Comté, les EIR représentent 12,38 % des trains-km TER+EIR, contre 14,01 % sur le plan national. Avec une occupation moyenne de 96 personnes, elles représentent toutefois 21,43 % des voyageurs-kilomètres TER+EIR, contre 19,75 % sur le plan national. Mais les EIR franc-comtois n'atteignent qu'un taux de couverture de 52 %. Chaque voyageur-kilomètre produit, selon la comptabilité de la SNCF, un déficit de 44 francs. Dès le service d'été 1991, les deux paires de EIR empruntant la ligne d'Aillevillers à Port-d'Atelier-Amance sont supprimées : les voitures directes de fin de semaine d'Épinal à Nice par Culmont - Chalindrey, et l'autorail express quotidien d'Épinal pour Culmont - Chalindrey établissant la correspondance avec l'express diurne Reims - Nice et retour. Étant donné que la Région ne finance pas le remplacement par des TER, cette ligne ayant perdu depuis longtemps son service omnibus perd l'ensemble de son trafic voyageurs. Il est vrai que les express de la relation Belfort - Épinal par Lure et Aillevillers relevant jusque-là du domaine commercial sont simultanément déclassés en EIR, et la Région prend donc en charge leur déficit à partir de 1993. Une autre ligne disparaît dans des conditions similaires avec l'entrée en vigueur du service d'hiver 1992/93, en septembre 1992 : la ligne de Belfort à Delle, desservie par deux paires d'express internationaux Belfort - Delle en remplacement des voitures directes Paris - Berne.

### Depuis la régionalisation en 2002
Les expériences gagnées dans les six régions pilotes retenues en 1996 (et dont la Franche-Comté ne fait pas partie) sont décisives pour la généralisation du conventionnement global des services TER par la loi relative à la solidarité et au renouvellement urbains (SRU), promulgué le 13 décembre 2000, à compter du 1er janvier 2002. Les régions deviennent ainsi autorités organisatrices de transports et se substituent à l'État pour le versement des contributions à la SNCF en vertu du trafic régional. La Franche-Comté entre dans cette nouvelle ère avec un Contrat de plan 2000-2006 prévoyant des investissements ferroviaires de 486 000 000 francs, dont 74 300 000 francs à la charge de la Région et 31 500 000 francs à la charge des départements.

Le logo avant 2014.

Vingt autorails X 73500 dits « X TER » sont commandés par le Conseil régional, destinés à remplacer les X 2800 sur la ligne de Besançon au Locle et sur la relation semi-circulaire Dole - Mouchard - Andelot - Morez - Saint-Claude - Oyonnax - Dijon. Le nombre de X TER commandés étant supérieur aux besoins de ces deux dessertes, ils vont également circuler sous caténaire, toutes les autres lignes franc-comtoises étant électrifiées. La Franche-Comté est la dernière région à voir circuler des X 2800 en service régulier ; il s'agit des unités X 2827, X 2830 et X 2900 affectés aux trains Besançon - Le Valdahon jusqu'à fin 2008, avec les derniers services assurés début 2009, parfois jusqu'au Locle[réf. souhaitée].
Dans l'optique du raccordement du canton du Jura à la LGV Rhin-Rhône, les Chemins de fer fédéraux suisses réparent le tronçon transfrontalier Boncourt (Suisse) - Delle (France) de la ligne Delémont - Delle. Longue de 1 600 m, cette section est électrifiée et remise en service le 8 décembre 2006
. L'exploitation est désormais assurée par les CFF, à raison d'un train toutes les heures, tous les jours de la semaine. Dix-neuf aller-retours quotidiens sont ainsi proposés. Les trains sont des express régionaux (RE) ayant comme origine et destination Bienne, sauf les quatre derniers allers-retours entre 20 h 00 et minuit, qui sont des trains régionaux (R) en provenance et à destination de Porrentruy.

## Convention TER 2007 - 2012
Depuis la convention conclue en 2002 pour une durée de cinq ans, signée par Jean-François Humbert, président du Conseil régional de Franche-Comté et Noël Belin, directeur régional de la SNCF, le Conseil régional de Franche-Comté est l'autorité organisatrice de transports pour les transports régionaux. Une nouvelle convention, signée le 21 décembre 2006 par Raymond Forni, président du Conseil régional de Franche-Comté et Josiane Beaud, directrice régionale de la SNCF, en présence d'Anne-Marie Idrac, présidente de la SNCF, couvre la période 2007-2012.
Le budget transport de la région Franche-Comté a été de 123 000 000 € en 2010, ce qui représente 24 % de son budget. Environ la moitié de cette somme est consacrée aux transports express régionaux[réf. souhaitée], dont 1 300 000 € au financement de la tarification régionale. La vente des titres de transport couvre seulement 22 % des coûts de production des TER[réf. souhaitée]. La Région assure le complément sous la forme d'une contribution financière. Le coût de production d'un train-kilomètre s'élève à 15,5 € en Franche-Comté, et celui de l'arrêt d'un train en gare à 22 €.

## Relations TER

### Présentation

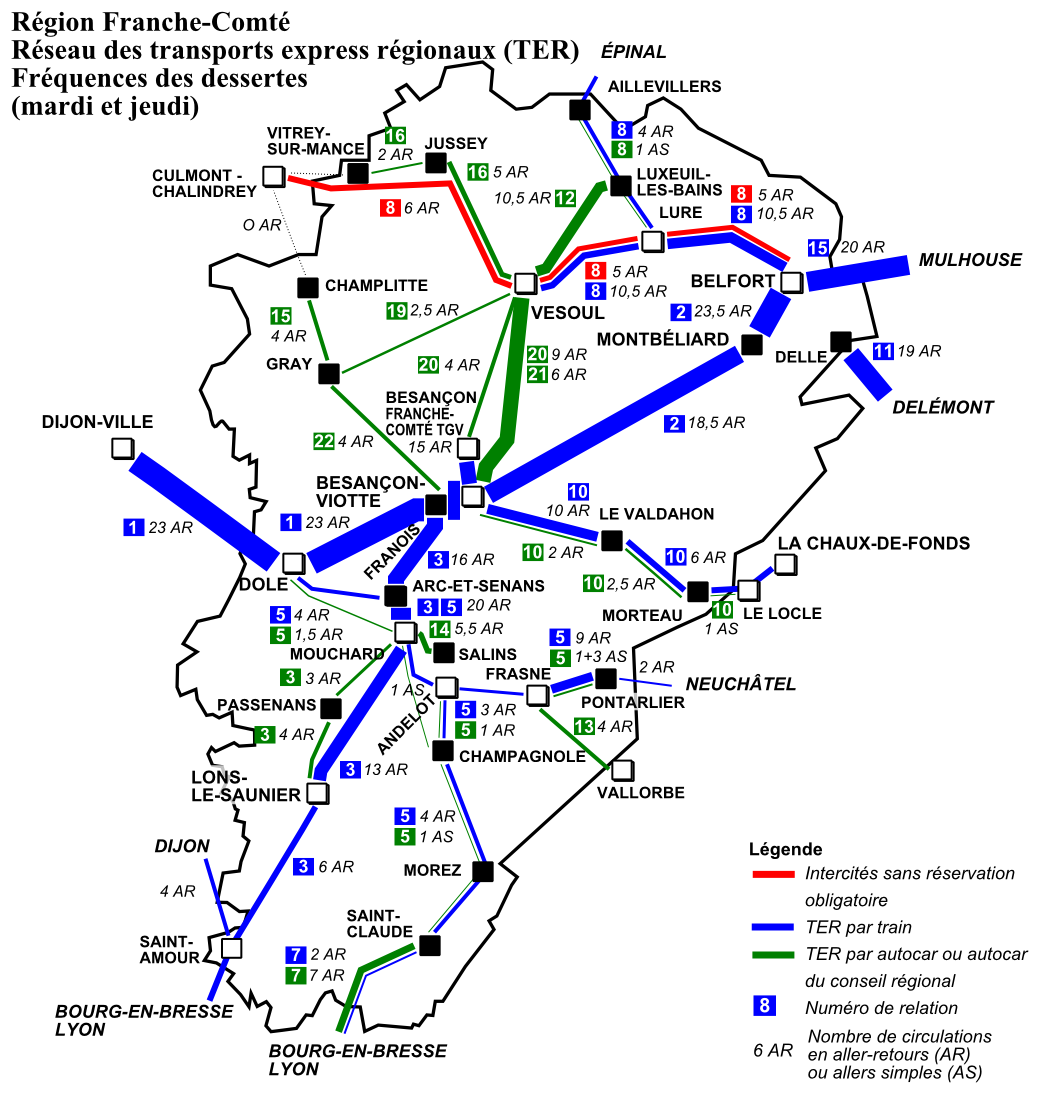
TER Franche-Comté : fréquences des dessertes les jours types de pleine semaine (mardi et jeudi), horaire annuel 2012.

Le réseau TER Franche-Comté couvre l'ensemble de la région à l'exception de la ligne Belfort-Mulhouse relevant de la compétence du TER Alsace. La gare de Chèvremont et la gare de Petit-Croix bien qu'appartenant au TER Franche-Comté sont desservies par ces liaisons, y inclus la gare de Belfort. La ligne de Frasne à Verrières-de-Joux (frontière) n'est desservie que par des TGV et des autocars TER. La section de Vesoul à Culmont - Chalindrey de la ligne de Belfort à Paris n'est desservie que par des Intercités (sauf certains jours), sans arrêt intermédiaire, et le plus souvent sans arrêt à Culmont - Chalindrey.
Le réseau TER Franche-Comté s'étend au-delà des limites de la région :
- jusqu'à Dijon en région Bourgogne (axe Dijon – Belfort et ligne routière Gray - Dijon) ;
- jusqu'à Bourg-en-Bresse (ligne Besançon – Lons-le-Saunier – Bourg-en-Bresse) et Oyonnax (ligne Dole – Andelot – Morez – St Claude – Oyonnax) en région Rhône-Alpes ;
- jusqu'au Locle et à La Chaux-de-Fonds en Suisse, dans le canton de Neuchâtel ;
- jusqu'à Vallorbe en Suisse, dans le canton de Vaud (autocars TER uniquement) ;
- jusqu'à Épinal (ligne Belfort – Lure – Épinal) en région Lorraine ;
- jusqu'à Culmont-Chalindrey en région Champagne-Ardenne.

En 2010, 65 gares et points d'arrêts ont été desservis par 180 trains les jours de pleine semaine, circulant sur 770 km de voies ferroviaires et transportant plus de 20 000 voyageurs par jour. Les 93,3 % des trains sont arrivés à destination à l'heure ou avec un retard ne dépassant pas 5 min. Les trains affectés au TER Franche-Comté ont réalisé 4,6 millions de train-km. Les autocars TER Franche-Comté, couvrant 40 circulations par jour de pleine semaine, ont quant à eux réalisé 1,07 million de véhicule-km[réf. souhaitée]. S'y ajoutent 60 services assurés par les autocars des lignes du Conseil régional, qui ne relèvent pas du TER proprement dit mais acceptent les titres de transport SNCF pour des voyages au-delà des limites des lignes. La fréquentation du TER Franche-Comté a augmenté de 27,2 % entre 2004 et 2008, dont 9,5 % rien qu'entre 2007 et 2008 (soit plus de 16 000 voyageurs par jour). L'axe Belfort - Montbéliard - Besançon - Dole - Dijon représente à lui seul 63,6 % de la fréquentation. Trois lignes sont certifiées « NF service » sur la base de la norme EN 13816 délivré par Afnor : Besançon - Dijon, Besançon - Belfort et Besançon - Morteau.

### Détails des relations desservies
Les liaisons ferroviaires régionales sont essentiellement articulées autour des gares de Besançon-Viotte, Belfort et Dole. Les liaisons TGV vers les grandes villes se concentrent sur les gares de Besançon-TGV et Belfort-TGV :
- Axes Dijon – Dole – Besançon et Besançon – Montbéliard – Belfort ; ces deux axes n’en constituent en réalité qu'un seul, dit « axe Saône-Doubs » (ligne Dole-Ville – Belfort).
C’est l’axe structurant des déplacements en Franche-Comté : le long de cet axe passent autoroutes, canaux et principales voies de chemins de fer. Il regroupe 63,6 % du trafic de passagers du TER Franche-Comté en 2008 et 60 % des recettes. La desserte de cet axe a été recomposée au service d'hiver 2005 pour donner plus de souplesse et de densité à l'offre.
La  première section de cet axe entre Dijon et Dole-Ville est en fait la première partie de la ligne Dijon-Ville – Vallorbe (hors du réseau régional).
Depuis le 11 décembre 2011, elle est parcourue, jusqu'au raccordement de Villers-les-Pots (via la LGV Rhin-Rhône), par les TGV Paris – Besançon, les TGV Paris – Mulhouse, le TGV Lille – Mulhouse, les TGV Marseille – Strasbourg, les TGV Montpellier – Strasbourg, les TGV franco-suisses Lyria Paris – Zurich et, sur la ligne classique, par le TGV Paris – Besançon, les TGV franco-suisses Lyria Paris – Berne et Paris – Lausanne. Les trains de nuit Lunéa Strasbourg – Nice et Strasbourg – Portbou et Thello Paris-Lyon – Milan – Padoue – Venise ont été supprimés.
Avant le 11 décembre 2011, elle était parcourue par le TGV Paris – Besançon - Belfort , le TGV Lille – Besançon, le TGV Marseille – Strasbourg, le TGV Montpellier - Strasbourg (seulement en période estivale), les trains Corail Lyon – Strasbourg, le train de nuit Lunéa Strasbourg – Nice et Strasbourg - Portbou , les TGV franco-suisses Lyria Paris – Berne et Paris – Lausanne, et le service franco-italien Artesia Paris-Bercy – Milan – Padoue – Venise et Paris-Bercy - Bologne - Florence - Rome).
- Axe Besançon – Mouchard – Lons-le-Saunier – Bourg-en-Bresse, dit « axe du Revermont » (via la ligne de Dole-Ville à Belfort jusqu'à Franois et la ligne de Franois à Arc-et-Senans, puis une partie de la ligne de Dijon-Ville à Vallorbe (frontière) jusqu'à Mouchard et enfin la ligne de Mouchard à Bourg-en-Bresse).
Deuxième axe par son importance du TER Franche Comté, il est en grande partie à voie unique dans le Jura (au sud de Mouchard et jusqu’à Saint-Amour en bordure des trois régions). Il regroupe 14,3 % de la fréquentation.
Avant le 11 décembre 2011, il était parcouru par les défunts trains Corail Lyon – Strasbourg, dont certains furent remplacés, après cette date, par des TER Belfort - Lyon, et par le TGV Marseille – Strasbourg via Lons-le-Saunier ce dernier est toutefois supprimé en décembre 2018.
- Axe Besançon – Morteau – La Chaux-de-Fonds, dit « ligne des Horlogers » (ligne Besançon-Viotte – Le Locle-Col-des-Roches).
Cet axe a été certifié NF en 2005. L’exploitation de cet axe se fait avec des matériels X 73500 et XGC. Les X 2800, parfois remorquant des XR 6200, ne sont plus en service commercial depuis le 6 avril 2009. Une particularité de ces circulations est d’emprunter la côte de Morre. Cette ligne qui représente 6,5 % de la fréquentation du réseau TER de Franche-Comté en 2008, et qui est exploitée en coopération avec le canton suisse voisin, a vu sa fréquentation augmenter de 89 % depuis 2002 grâce à une augmentation significative des échanges transfrontaliers. Depuis janvier 2010, les relations jusqu’à La Chaux-de-Fonds sont assurées par quatre X 73500 (X 73752 à 73755) équipés du système de sécurité ferroviaire suisse Integra-Signum.
- Axes Vesoul – Lure – Belfort – Montbéliard (ligne Paris-Est – Mulhouse-Ville) et Épinal – Lure – Belfort (ligne Blainville-Damelevières – Lure)
Ces deux lignes dites « ligne du Pied des Vosges » regroupent 7,7 % de la fréquentation en 2008.
En tronc commune entre Lure et Belfort, elles ne sont pas encore électrifiées (comme aussi une grande partie de la ligne Paris – Mulhouse), de sorte que la ligne Épinal - Lure reste cantonnée à un rôle régional. La section Lure – Belfort ainsi que la ligne de Montbozon à Lure font l’objet d'une demande, soutenue par la région, d’électrification afin d’assurer une jonction plus efficace et plus rapide entre les axes majeurs européen du Rhin à la Méditerranée, avec une augmentation des fréquences y compris par des TGV internationaux qui doivent encore allonger leur temps de parcours en transitant plus à l’ouest par Dijon (sur un axe Paris-Lyon déjà fort saturé, alors que la Suisse développe une liaison ferroviaire de forte capacité vers le nord de l’Italie dont la desserte depuis la France via la LGV Rhin-Rhône soulagerait le trafic rhodanien, améliorerait l’attractivité régionale de la Franche-Comté et soulagerait le trafic routier dans les vallées vosgiennes)[5].

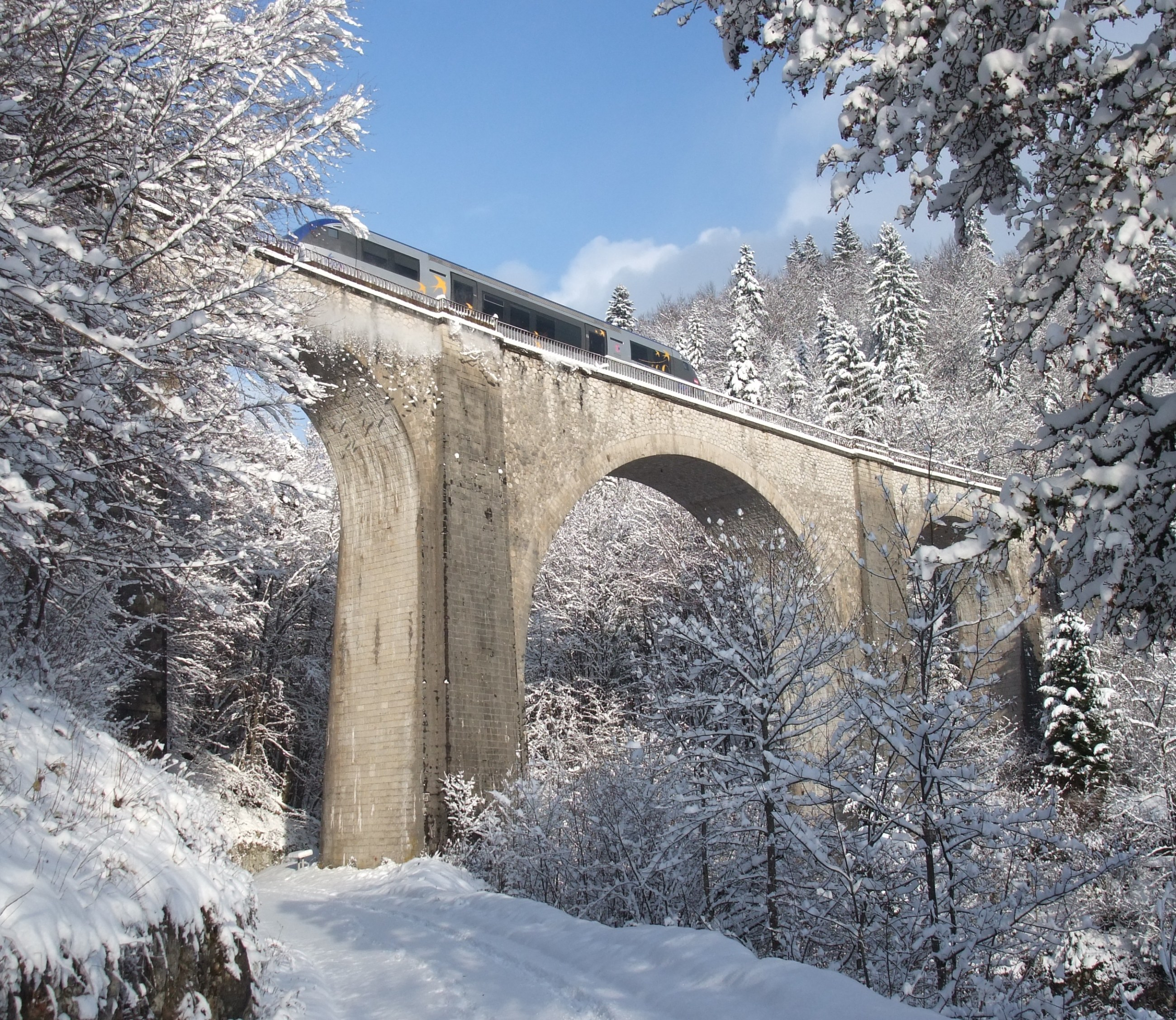
Viaduc sur la « Ligne des Hirondelles ».

- Axes Dole – Mouchard – Frasne – Pontarlier (ligne Frasne – Les Verrières) et Dole – Mouchard – Saint-Claude – Oyonnax (ligne Andelot-en-Montagne – La Cluse)
Le premier axe est également emprunté par les TGV Paris-Lausanne sur toute sa longueur. Le TER circule donc en alternance avec les TGV pour compléter le service sur cet axe régional.
La seconde ligne vers le sud est appelée « ligne des Hirondelles », nom inspiré par la grâce et la beauté de ses viaducs dans les vallées jurassiennes et celles du Haut-Bugey, jusqu’au abords de la région genevoise : son terminus à La Cluse est situé dans le département de l’Ain (en région Rhône-Alpes). La section finale depuis Oyonnax (qui fait partie de la Ligne du Haut-Bugey) a été temporairement fermée entre 2005 et 2010 et reportée sur route, afin de la réaménager par des travaux importants pour le trafic international des TGV entre Nantua et Genève, et pour améliorer la desserte des vallées alpines savoyardes.
Ces deux lignes de montagne regroupent 6,6 % de la fréquentation en 2008.
- Axes Besançon-Viotte – Besançon Franche-Comté TGV (ligne Besançon-Viotte – Vesoul)
C'est l'axe de liaison avec la LGV Rhin-Rhône. La liaison journalière est assurée par 30 navettes dont certaines continuant jusqu'à La Chaux-de-Fonds[6].

Le cadencement a débuté le 11 décembre 2011 avec l'ouverture de la LGV Rhin-Rhône et son extension générale sur le plan national.

### Par rail
Les relations desservies par des trains TER sont résumées dans le tableau ci-dessous. Les numéros des lignes correspondent à ceux utilisés en 2012 pour les documents horaires. Pour plus de clarté, n'ont été retenus que les numéros renvoyant vers la desserte détaillée sur les axes considérés, évitant ainsi au maximum que des lignes soient repérées par plusieurs numéros. Sur plusieurs lignes, les trains sont complétés par des autocars. Ces services étant repris par le tableau de la section suivante, le tableau n'en tient pas compte. Dans la colonne Horaires, sont indiqués le premier départ de la gare nommée en dernier lieu, et le dernier départ de la gare en dernier lieu. Est considérée comme fonctionnant en soirée une ligne dont le dernier départ a lieu après 20 h 30, si ce train effectue la totalité du parcours. Sur des parcours partiels, les lignes peuvent donc fonctionner en soirée sans que cela soit indiqué dans le tableau. Ces renseignements se portent sur le cas le plus représentatif, soit les jours du lundi au vendredi hors jours fériés. La durée du voyage peut varier en fonction des différents services, les horaires n'étant pas parfaitement cadencés sur toutes les lignes. Est indiquée la durée du voyage la plus représentative, s'appliquant aux trains couvrant l'ensemble de la relation, qui le plus souvent ne s'arrêtent pas dans l'ensemble des gares.
| Caractéristiques                                                                                       | Caractéristiques           | Caractéristiques  | Caractéristiques                      | Caractéristiques                           | Caractéristiques                       | Caractéristiques | Caractéristiques |
| --- | -------------------------- | ----------------- | ------------------------------------- | ------------------------------------------ | -------------------------------------- | ---------------- | ---------------- |
| BESANÇON-VIOTTE ↔ Franois ↔ Dole ↔ DIJON-VILLE                                                         |                            |                   |                                       |                                            |                                        |                  |                  |
| Longueur 91,5 km                                                                                       | Durée 0 h 55 1 h 00 1 h 13 | Nb. arrêts 5 7 12 | Soirée / Dimanche - Férié · /         | Horaires 5 h 09 - 23 h 09                  | Réseau TER Bourgogne / Franche-Comté   |                  |                  |
| |                            |                   |                                       |                                            |                                        |                  |                  |
| BESANÇON-VIOTTE ↔ Baume-les-Dames ↔ Montbéliard ↔ BELFORT                                              |                            |                   |                                       |                                            |                                        |                  |                  |
| Longueur 95,9 km                                                                                       | Durée 1 h 13 1 h 25        | Nb. arrêts 5 12   | Soirée / Dimanche - Férié · Non /     | Horaires 5 h 30 - 20 h 11                  | Réseau TER Franche-Comté               |                  |                  |
| |                            |                   |                                       |                                            |                                        |                  |                  |
| BESANÇON-VIOTTE ↔ Franois ↔ Arc-et-Senans ↔ Mouchard ↔ Lons-le-Saunier ↔ Saint-Amour ↔ BOURG-EN-BRESSE |                            |                   |                                       |                                            |                                        |                  |                  |
| Longueur 153,0 km                                                                                      | Durée 1 h 52               | Nb. arrêts 16     | Soirée / Dimanche - Férié · Non /     | Horaires 7 h 17 - 19 h 51                  | Réseau TER Franche-Comté               |                  |                  |
| |                            |                   |                                       |                                            |                                        |                  |                  |
| DOLE ↔ Mouchard ↔ Andelot ↔ Frasne ↔ PONTARLIER et ANDELOT ↔ Morez ↔ SAINT-CLAUDE                      |                            |                   |                                       |                                            |                                        |                  |                  |
| Longueur 93,0 km 73,2 km                                                                               | Durée 1 h 18 1 h 30        | Nb. arrêts 9      | Soirée / Dimanche - Férié · Non /     | Horaires 5 h 57 - 18 h 21 6 h 25 - 12 h 08 | Réseau TER Franche-Comté               |                  |                  |
| |                            |                   |                                       |                                            |                                        |                  |                  |
| BOURG-EN-BRESSE ↔ Oyonnax ↔ SAINT-CLAUDE                                                               |                            |                   |                                       |                                            |                                        |                  |                  |
| Longueur 79 km                                                                                         | Durée 1 h 33               | Nb. arrêts 11     | Soirée / Dimanche - Férié · Non /     | Horaires 5 h 26 - 18 h 23                  | Réseau TER Franche-Comté / Rhône-Alpes |                  |                  |
| |                            |                   |                                       |                                            |                                        |                  |                  |
| BELFORT ↔ Lure ↔ ÉPINAL et BELFORT ↔ Lure ↔ VESOUL                                                     |                            |                   |                                       |                                            |                                        |                  |                  |
| Longueur 107,5 km 61,7 km                                                                              | Durée 1 h 31 0 h 46        | Nb. arrêts 11 7   | Soirée / Dimanche - Férié · / · Non / | Horaires 6 h 27 - 20 h 35 6 h 39 - 18 h 35 | Réseau TER Franche-Comté / Lorraine    |                  |                  |
| |                            |                   |                                       |                                            |                                        |                  |                  |
| BESANÇON ↔ Le Valdadon ↔ Morteau ↔ Le Locle ↔ LA-CHAUX-DE-FONDS                                        |                            |                   |                                       |                                            |                                        |                  |                  |
| Longueur 76,7 km (en France)                                                                           | Durée 1 h 50               | Nb. arrêts 16     | Soirée / Dimanche - Férié · Non /     | Horaires 5 h 51 - 19 h 33                  | Réseau TER Franche-Comté / CFF         |                  |                  |
| |                            |                   |                                       |                                            |                                        |                  |                  |
| DELLE ↔ Boncourt ↔ Porrentruy ↔ DELÉMONT                                                               |                            |                   |                                       |                                            |                                        |                  |                  |
| Longueur 40,3 km                                                                                       | Durée 0 h 44               | Nb. arrêts 14     | Soirée / Dimanche - Férié · /         | Horaires 5 h 26 - 22 h 23                  | Réseau CFF                             |                  |                  |
| |                            |                   |                                       |                                            |                                        |                  |                  |
| BESANÇON - FRANCHE-COMTÉ TGV ↔ BESANÇON-VIOTTE                                                         |                            |                   |                                       |                                            |                                        |                  |                  |
| Longueur 11 km                                                                                         | Durée 0 h 17               | Nb. arrêts 2      | Soirée / Dimanche - Férié · /         | Horaires 6 h 07 - 22 h 40                  | Réseau TER Franche-Comté               |                  |                  |
| |                            |                   |                                       |                                            |                                        |                  |                  |
| MULHOUSE-VILLE ↔ Altkirch ↔ BELFORT                                                                    |                            |                   |                                       |                                            |                                        |                  |                  |
| Longueur 48,2 km                                                                                       | Durée 0 h 50               | Nb. arrêts 11     | Soirée / Dimanche - Férié · /         | Horaires 5 h 29 – 21 h 53                  | Réseau TER Alsace / Franche-Comté      |                  |                  |

### Par autocar
Les relations régionales assurées par autocar se partagent entre des lignes organisées par la SNCF et faisant partie du réseau TER proprement dit, et des lignes organisées par le Conseil régional par délégation de service public. Sur ces dernières lignes, les tarifs SNCF s'appliquent uniquement aux voyages au-delà des limites d'une ligne.
Le Conseil régional fait publier dans le guide régional des transports les horaires de trois lignes départementales, choisies pour leur importance. La relation no 11 résume les lignes no 3 et 30 du réseau départemental du Territoire de Belfort « Optymo ». Elle est destinée à être remplacée par une desserte par train internationale franco-suisse, mais ne s'appliquent que les tarifs propres à Optymo. La relation no 12 est assurée en alternance par des cars TER et des cars du réseau départemental de la Haute-Saône « Lignes saônoises ». À bord des cars de ce dernier réseau, les tarifs SNCF s'appliquent uniquement aux voyages au-delà des limites de cette ligne. La relation no 18 correspond à la ligne 34 du réseau départemental de la Côte-d'Or « Transco ». Il s'agit d'une ligne interrégionale, mais ne s'appliquent que les tarifs propres à Transco.
Les lignes no 3, 5, 7 8 et 10 sont des services complémentaires à la desserte ferroviaire, alors que les autres lignes sont purement routières. Elles remplacent pour la plupart d'entre eux des lignes de chemin de fer fermées au trafic voyageurs, ou, dans le cas de la ligne no 13, une ligne qui n'est plus parcourue que par des TGV Lyria.
|    | Lignes routières TER                                                                                  |
| -- | --- |
| 3  | Lons-le-Saunier ↔ Passenans ↔ Poligny ↔ Mouchard                                                      |
| 5  | Dole ↔ Mouchard ↔ Champagnole, Frasne ↔ Pontarlier et Andelot / Mouchard ↔ Saint-Claude (1 AS / jour) |
| 7  | Saint-Claude ↔ Oyonnax ↔ Bourg-en-Bresse                                                              |
| 8  | Lure ↔ Aillevillers (1 AS / jour)                                                                     |
| 12 | Vesoul ↔ Luxeuil-les-Bains (aussi Lignes saônoises ligne 5)                                           |
| 13 | Frasne ↔ Vallorbe                                                                                     |
| 14 | Mouchard ↔ Salins-les-Bains                                                                           |
| 15 | Gray ↔ Champlitte [↔ Gare de Culmont - Chalindrey (1 AR / semaine)]                                   |
| 16 | Vesoul ↔ Jussey ↔ Vitrey-sur-Mance [↔ Gare de Culmont - Chalindrey (1 AS / jour)]                     |
| 19 | Vesoul ↔ Gray                                                                                         |
| 20 | Vesoul ↔ Besançon (1 AS / jour)                                                                       |
|    | Lignes routières du Conseil régional                                                                  |
| 20 | Vesoul ↔ Besançon et Vesoul ↔ Gare de Besançon Franche-Comté TGV                                      |
| 21 | Vesoul ↔ Rioz ↔ Besançon                                                                              |
| 22 | Gray ↔ Besançon                                                                                       |
|    | Lignes départementales d'importance régionale                                                         |
| 11 | Belfort ↔ Gare de Belfort - Montbéliard TGV ↔ Delle (Optymo)                                          |
| 12 | Vesoul ↔ Luxeuil-les-Bains (Lignes saônoises ligne 5 ; aussi TER)                                     |
| 18 | Gray ↔ Dijon (Transco ligne 34)                                                                       |

### Trains touristiques TER
Sur la « ligne des Hirondelles », surnom donné à la Ligne d'Andelot à Morez, des programmes touristiques sont proposés certains jours en intégrant les trains du service régulier. Un guide explique les particularités de la ligne, et un autocar emmène les participants depuis Morez vers des lieux et sites à découvrir, selon les saisons. Un repas franc-comtois dans une auberge est également compris dans le forfait.
La « ligne des Horlogers », surnom donné à la ligne de Besançon au Locle en raison de l'importance des manufactures d'horloges dans cette zone du massif du Jura à cheval entre la France et la Suisse, peut être librement découverte les samedis grâce à un forfait libre circulation. Avec ce billet spécial, il est possible de poursuivre l'excursion jusqu'aux villes du Locle et de La Chaux-de-Fonds situées dans le canton de Neuchâtel.
Une relation touristiques TER est assurée de janvier à début mars sur la ligne de Dijon-Ville à Vallorbe (frontière) : Le train spécial TER Franche-Comté La Gentiane Bleue, train touristique pour les skieurs désirant rejoindre la station de ski de Métabief. Cette desserte fonctionne uniquement certains quatre dimanches et deux week-ends par saison (2012), lorsque l'enneigement du domaine skiable est supposé être suffisant à la pratique des sports d'hiver. Le train spécial dessert les gares de Dijon-Ville, Genlis, Auxonne, Dole et Longevilles - Rochejean, où est assurée une correspondance par bus pour la station de ski

## Tarification
Les tarifs valables sur l'échelle nationale s'appliquent sur le TER Franche-Comté également. En complément, la région propose des formules tarifaires spécifiques, se divisant en tarifs tout public et tarifs soumis à des conditions d'éligibilité. Les tarifs régionaux sont, pour la plupart, valables sur certaines lignes au-delà des limites administratives de la région, mais les lignes admises ne sont pas les mêmes pour tous les tarifs.

### Tarifs tout public
Des carnets de dix billets sont vendus pour un tarif réduit de 25 % ou de 50 % au choix, cette dernière réduction n'étant valable qu'en « période bleu ». Les billets sont non nominatifs, utilisables dans les deux sens et valables pendant un an.
Activi'TER est un abonnement nominatif pour un trajet choisi, au sein de la région ou vers Dijon, Bourg-en-Bresse, Épinal et Culmont - Chalindrey. L'abonnement peut être hebdomadaire (pour sept jours consécutifs), mensuel ou annuel (pour douze mois consécutifs). Deux niveaux de prix existent : un tarif tout public permettant de bénéficier de jusqu'à 75 % de réduction sur le plein tarif, et un tarif pour les jeunes de moins de vingt-six ans (Activi'TER Jeunes) pour obtenir jusqu'à 80 % de réduction.
Facili'TER est un abonnement nominatif intermodal, permettant de combiner les trajets en TER avec les réseaux de transport en commun des agglomérations de Besançon (Ginko), Belfort (Optymo), Montbéliard (CTPM), Dole (Dolebus), Vesoul (Vbus) ou Dijon (Divia). L'économie réalisée est de 15 € par mois par rapport à l'achat de deux abonnements différents. Il existe également une version Facili'TER jeunes.
La carte Visi'TER est une carte de réduction nominative pour les trajets au sein de la région, applicable uniquement les samedis, dimanches et jours fériés, ainsi que pendant les vacances scolaires de l'académie de Besançon. Elle donne droit à 50 % de réduction sur le plein tarif, et jusqu'à quatre personnes accompagnant le titulaire de la carte peuvent bénéficier de la même réduction. Pendant les vacances d'été, le quatrième et le cinquième voyageur ne payent que 1 € pour l'aller-retour. La carte est vendue au prix de 10 € (février 2012) et est valable pendant un an.
Le pass Visi'TER est un forfait de libre circulation, pour des trajets illimités au sein de la région ou vers Dijon, Bourg-en-Bresse, Épinal et Culmont - Chalindrey. Le forfait est proposé pour le samedi (Pass visi'TER 1 journée) ou pour le week-end entier (Pass visi'TER 2 jours consécutifs). Cependant, les deux formules s'appliquent pendant toute la durée des vacances scolaires de l'académie de Besançon, et peuvent indifféremment être utilisés n'importe quel jour de la semaine. Pour les jeunes de moins de vingt-six ans, une version pour deux jours existent, vendue au prix de la version un jour tout public.
Existe également un forfait Visi'TER Groupes, dont les conditions se distinguent sensiblement des formules pour voyageurs individuels. En effet, Visi'TER Groupes est valable tous les jours de l'année et pendant une durée de soixante-douze heures. La réservation des trajets est recommandée, les demandes pouvant être traités dans un délai de 24 h, ou de 72 h si elles sont effectuées un vendredi.

### Tarifs soumis à des conditions d'éligibilité
La carte Solidari'TER est une carte de réduction nominative gratuite, valable pendant un an. Elle est accordée aux bénéficiaires de l'Allocation de solidarité spécifique (ASS) ; de l'Allocation temporaire d'attente (ATA) ; du Revenu de solidarité active (RSA) ; ainsi qu'aux personnes travaillant sous un Contrat d'insertion dans la vie sociale (CIVIS). La réduction accordée est de 75 % sur le plein tarif, pour des billets vers des destinations au sein de la région ou vers Dijon, Bourg en Bresse, Belfort, Épinal, Saint-Claude, Le Locle, Vallorbe et Les Verrières. La carte est également valable sur les lignes routières régionales Livéo Gray et Vesoul. Les personnes souhaitant obtenir la carte doivent constituer un dossier. Les pièces à fournir et procédures sont différentes selon les cas.
Mobili'TER est une réduction de 50 % sur le plein tarif accordée aux demandeurs d'emploi pour leurs déplacements dans le cadre d'une recherche d'emploi. L'aller-retour doit être effectué dans la journée, et le tarif n'est disponible que pour les déplacements au sein de la région. Pour avoir droit à la réduction, il faut faire une demande à Pôle emploi qui remettra un bon à présenter au point de vente SNCF.

## Matériel roulant
Dans les boites déroulantes ci-dessous, la liste des locomotives et des rames de la région Franche-Comté, la date des mises en service commercial ainsi que les noms de baptêmes de certaines de ces rames.
STF Bour. - F.C. : Superviseur Technique de Flotte Bourgogne Franche-Comté. Entité gérant le matériel TER qui était affecté au dépôt de Dijon-Perrigny. Mais tout le matériel continue d'être réparé ou révisé au Technicentre Bourgogne Franche-Comté. Ce système de superviseur (existant aussi pour les locomotives de Fret) a été implanté pour éviter certaines opérations logistiques.

### Matériel actuel

#### Automoteurs
En 2011 la région a acheté quatre X 73500 d'occasion aux régions Alsace et Nord-Pas-de-Calais, pour 3,4 millions d’euros, pour le remplacement des X 4750 vieillissants. Ce sont les X 73549, X 73567, X 73765 et X 73767.

#### Voitures et rames tractées
- 5 rames réversibles régionales (RRR) : les no 04, 06, 07, 08, 09.
- 14 voitures Corail
- 7 voitures-pilote Corail réversibles : 4 B5uxh et 3 B6dux.

#### Matériel TER Bourgogne
Il arrive souvent que du matériel roulant de la région Bourgogne soit utilisé pour les trains du TER Franche-Comté, ceci suivant les roulements de matériels.

#### Matériel étranger
2 A/R Frasne-Berne sont assurés en rame RBDe 562 CFF Colibri, en correspondance avec les TGV Paris-Lausanne à la suite de la suppression au service 2010 d'un aller/retour TGV Paris-Berne.

### Matériel Futur
La région Franche-Comté a acheté 7 rames Régiolis pour 49 M€. Elle prévoit pour 2025 un investissement total de 200 M€ pour 27 rames Régiolis, afin de renouveler les Z9500, les Z9600, les rames Corail réversibles avec BB 22200, et les rames réversibles régionales avec BB 25500, utilisés sur les axes électrifiés, sur un total de 36 nouvelles rames. La première de ces rames a été livrée le 21 mai 2015.

### Matériel Passé
- Locomotives électriques BB 16500
- Autorails X 2100
- Autorails X 2720 (RGP)
- Autorails X 3800
- Éléments automoteurs diesels X 4300 (EAD)
- Éléments automoteurs diesels X 4500 (EAD)
- Éléments automoteurs diesels X 4630 (EAD)
- Éléments automoteurs diesels X 4750 (EAD)
- Voiture UIC
- Voiture USI
- 2 Autorails X 2800+ 3 Remorques XR 6200.

Dernière région à exploiter ce type de matériel, l'arrêt des circulations commerciales de ce matériel a eu lieu sur l'axe Besançon-Valdahon le 6 avril 2009.

### Le pelliculage
- Décoration spécifique Ligne des hirondelles pour les X 73744 et 73751 de TER Franche-Comté.
- Depuis janvier 2010 quatre X 73500, (X 73752 à 73755) de TER Franche-Comté, présentent la particularité d'être dotés du système de sécurité ferroviaire Integra-Signum pour circulation en Suisse et sont utilisés sur la ligne Besançon - Le Locle - La Chaux-de-Fonds dite ligne des horlogers avec décoration spécifique ligne des horlogers pour les X 73752 à 73755.
- Les autorails XGC X 76500 et ZGC Z 27500 portent le logo de la Franche Comté. En observant bien le dessin que forme le tracé blanc à côté près du logo, on peut y reconnaître le plan exact de la Saline royale d'Arc-et-Senans, monument historique classé au patrimoine mondial de l'UNESCO depuis 1982, célèbre dans la région.

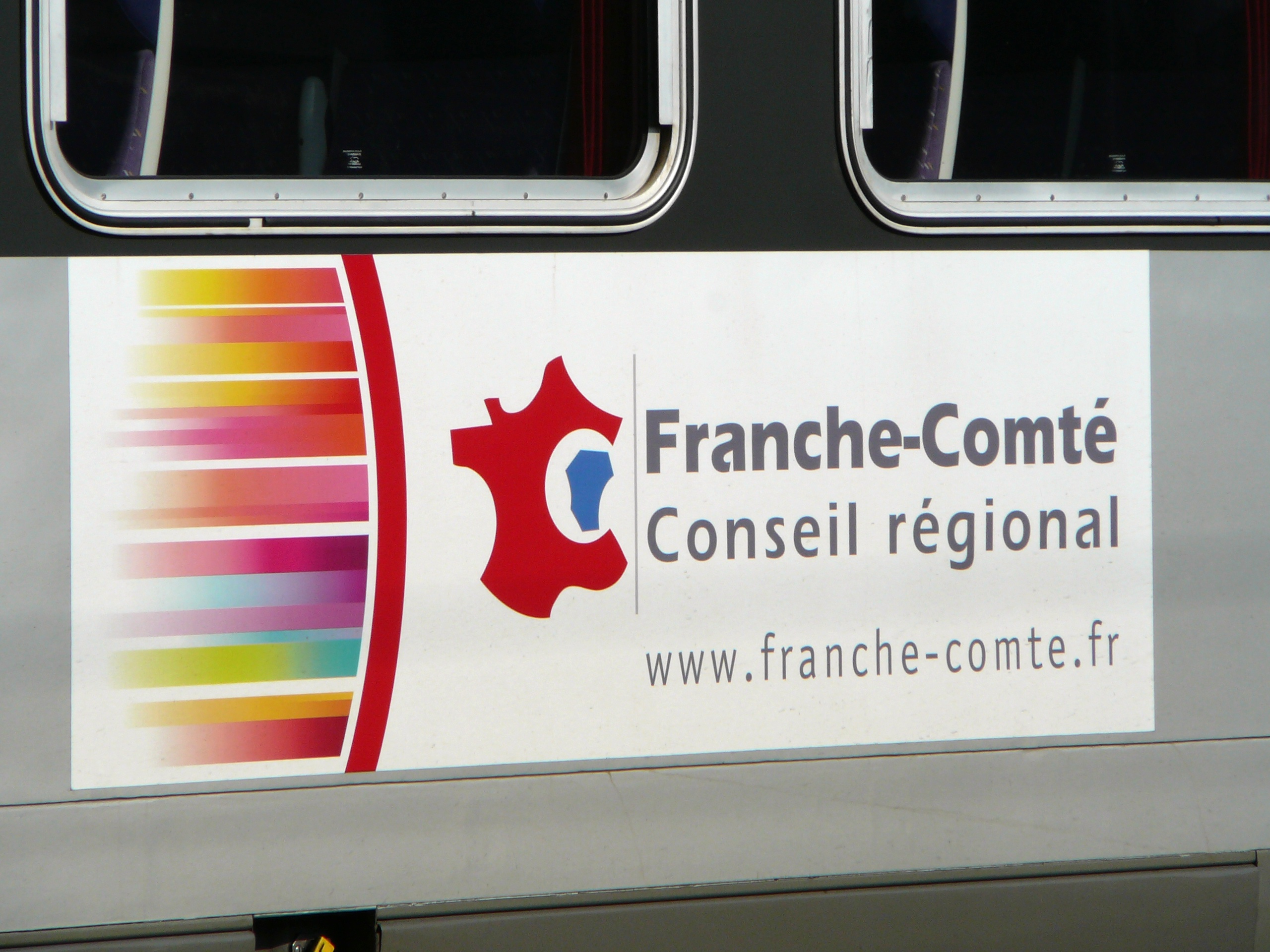
Logo du Conseil régional de Franche-Comté sur une Z2 rénovée.
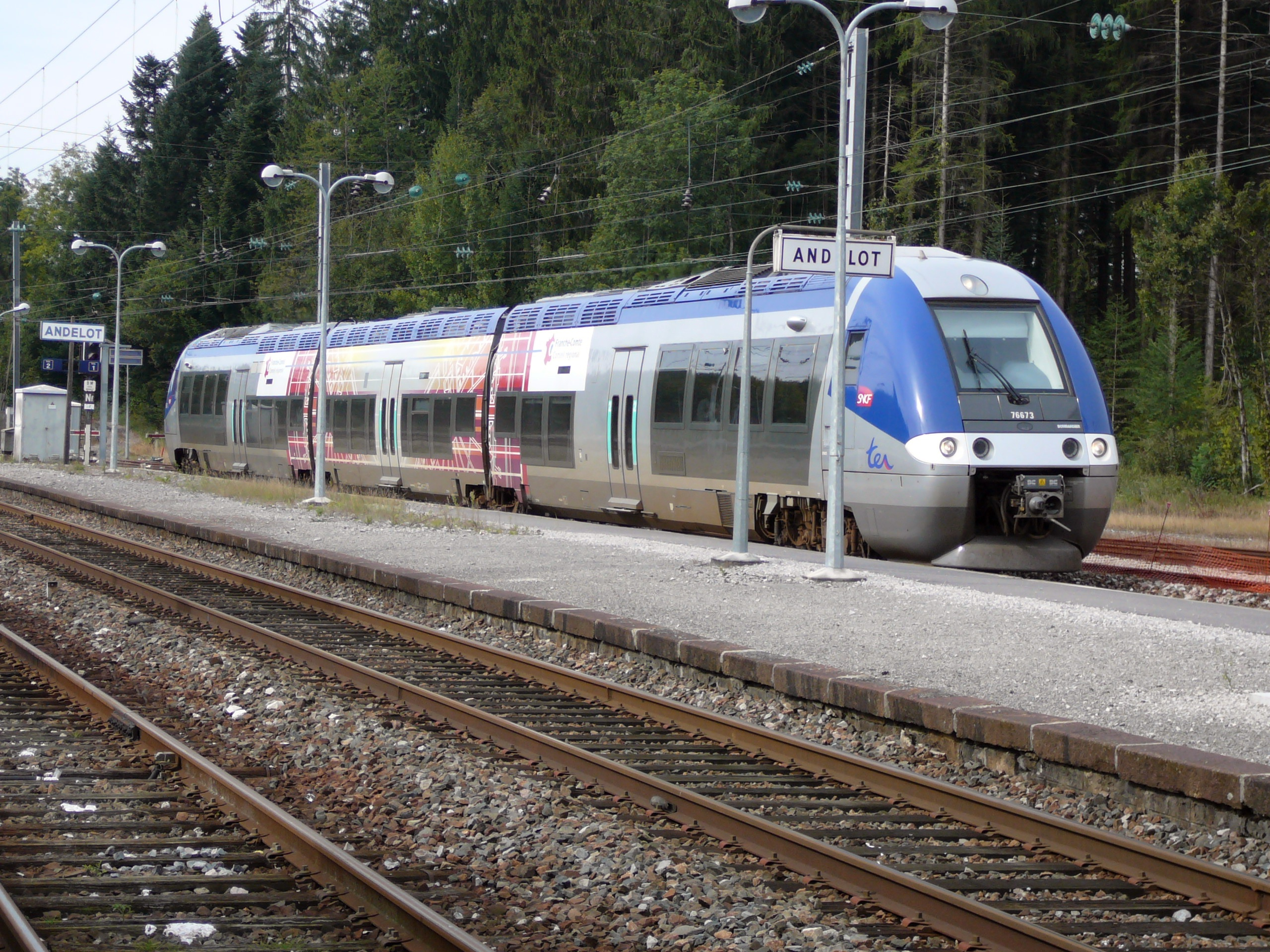
Pelliculage Franche-Comté sur un X 76500

## Les projets du conseil régional

### Réalisé: réouverture d'une partie de la ligne Besançon-Viotte – Vesoul
La réouverture en 2011, avec électrification en 25 kV d'une section de la ligne de Besançon-Viotte à Vesoul (fermée au service voyageurs le 11 mai 1959), de la gare de Besançon-Viotte à la gare de Besançon Franche-Comté TGV, pour la desserte TER et TGV de la gare TGV.

#### Desserte TER d'une partie de la ligne
La desserte TER de la gare TGV avec création de trois arrêts intermédiaires (Besançon-Portes de Vesoul, École-Valentin, Miserey-Salines) est partiellement réalisée : la halte d'École-Valentin est en service.

### Réouverture de la ligne Belfort – Delle
La ligne de Belfort à Delle sera de nouveau active et son ouverture est prévue vers 2018, avec la création de six arrêts à : Danjoutin, Sevenans, Belfort - Montbéliard TGV (Meroux), Morvillars, Grandvillars et Joncherey.

### Raccordement de la Lorraine à la LGV Rhin-Rhône
En partenariat avec la région Lorraine pour 2020 – 2022, il est prévu le raccordement de la Lorraine à la LGV Rhin-Rhône par Lure.

## Galerie photos
Galerie d'une partie du parc roulant du TER Franche-Comté

### Locomotive électrique BB 22200

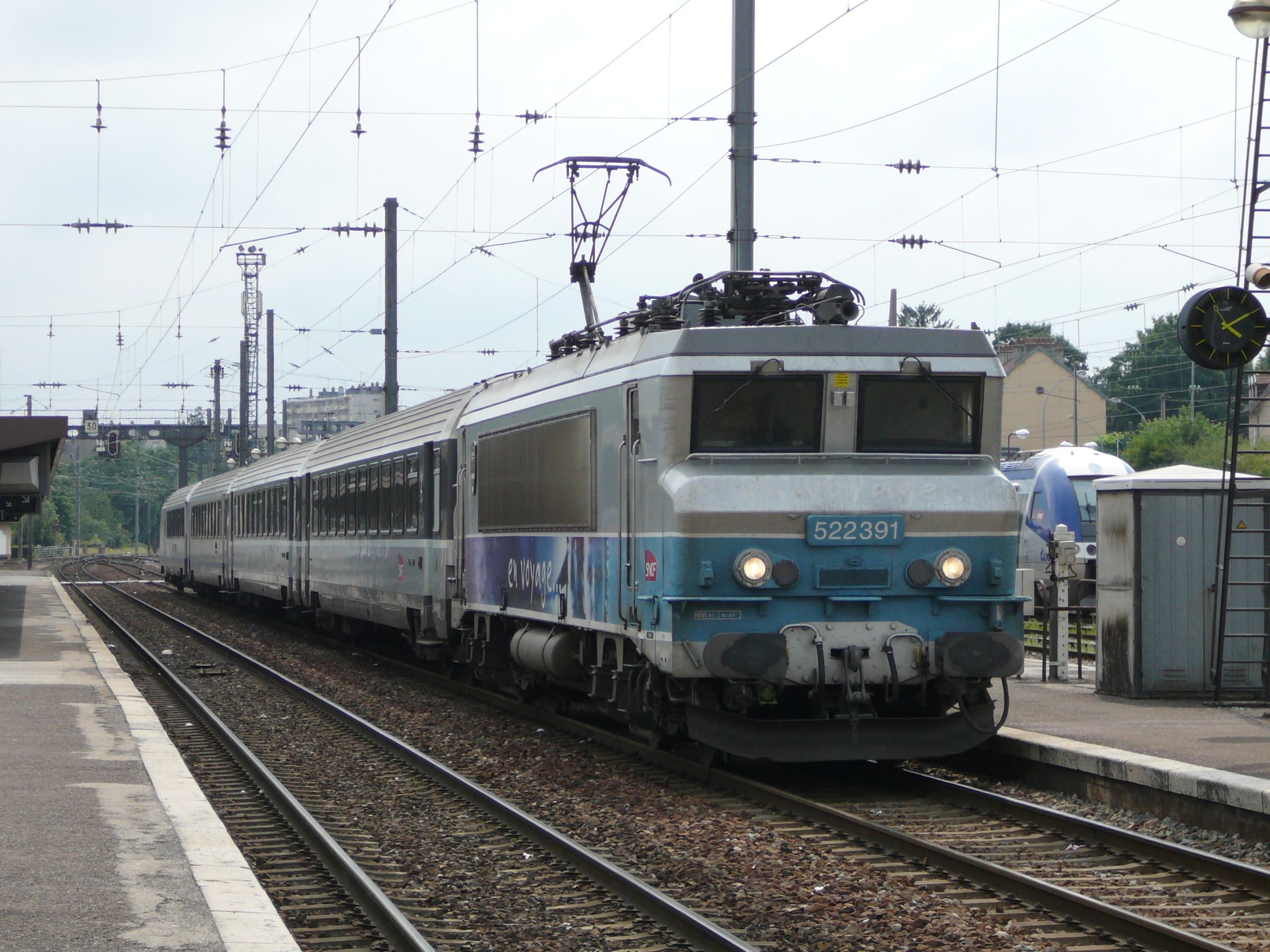
BB22391 en gare de Besançon-Viotte assurant un TER Dijon-Belfort.

### Locomotive électrique BB 25500

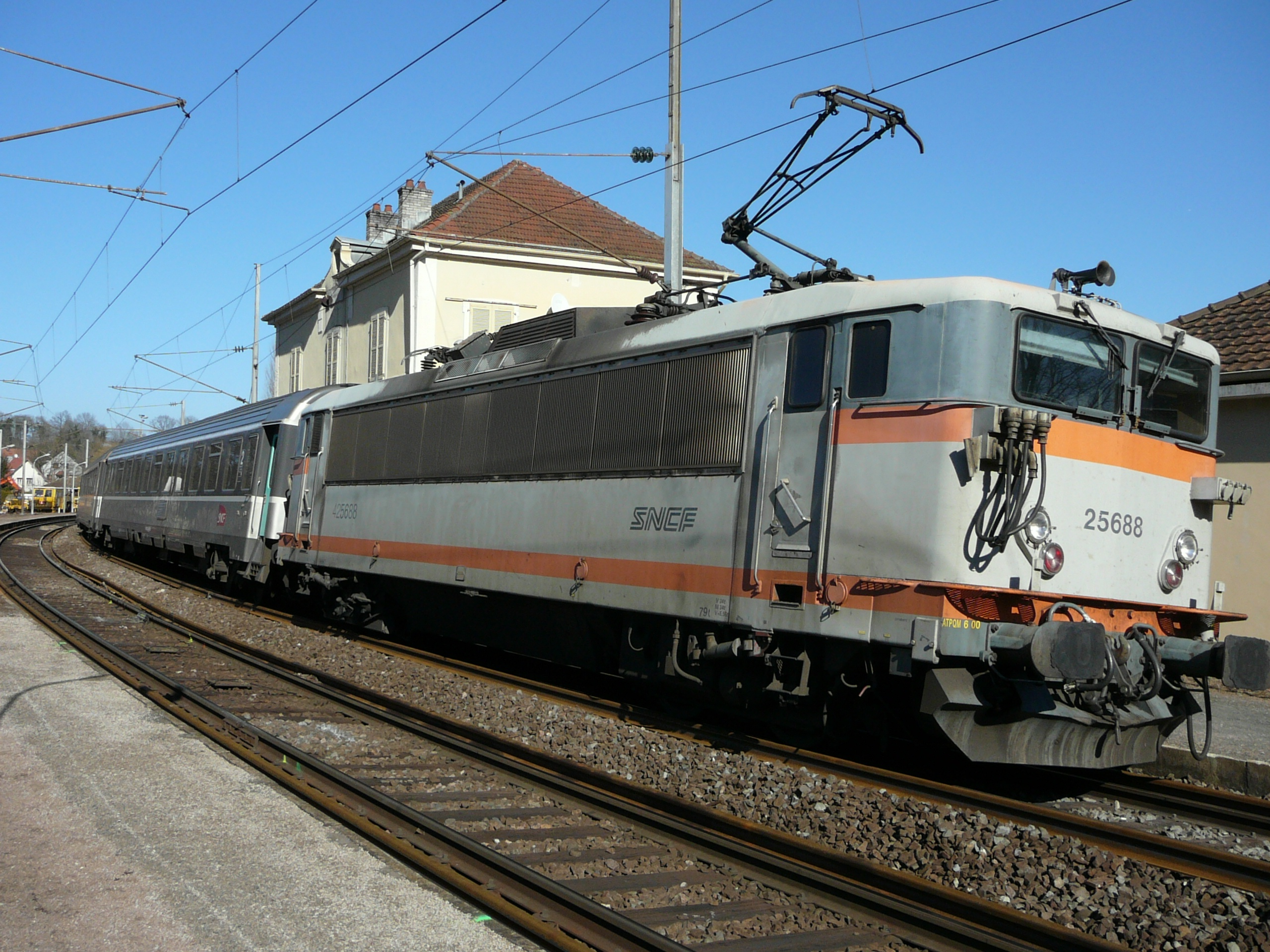
Ter à Clerval.

### Automotrice électrique Z 9500

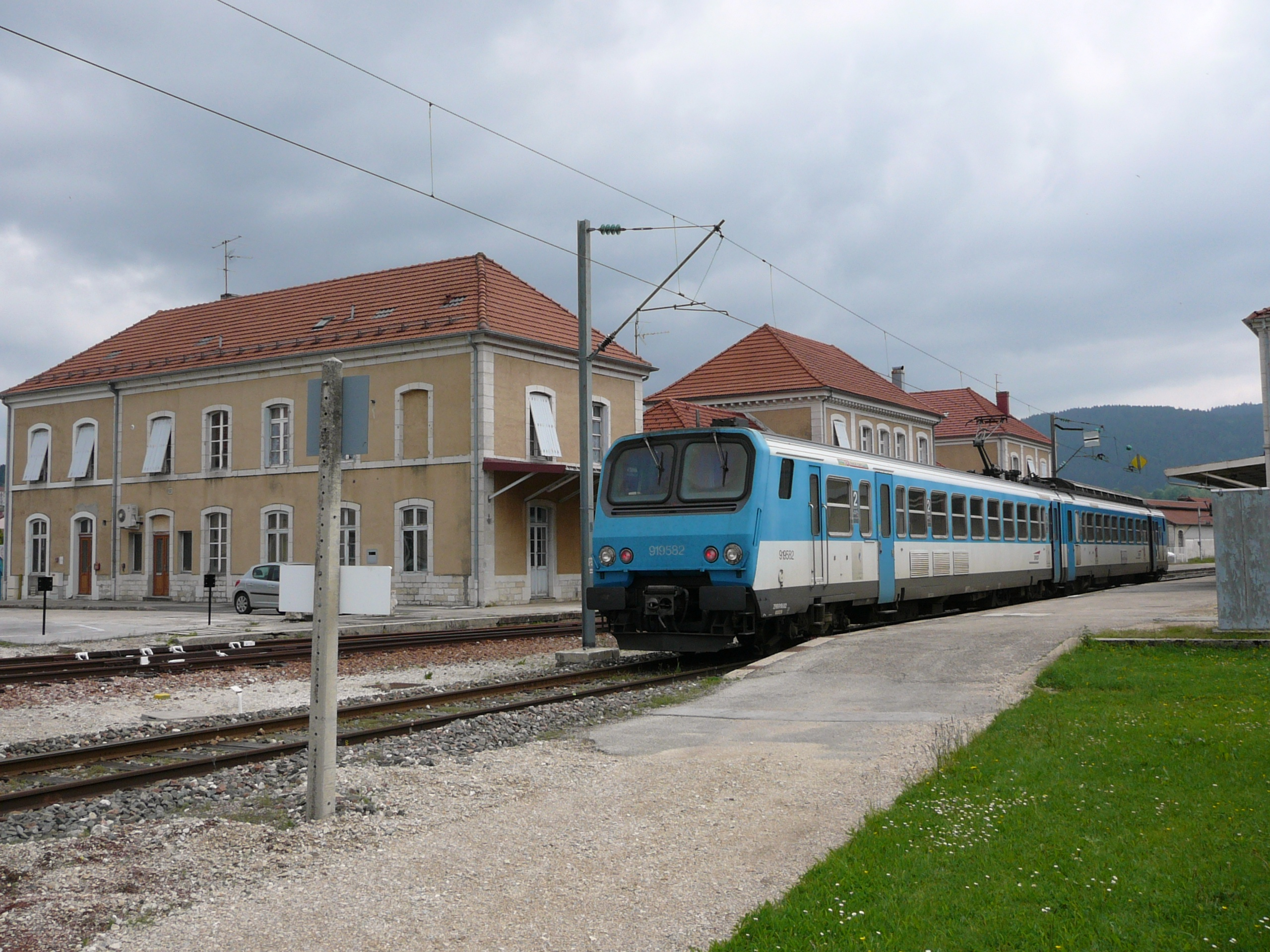
Z 99582 en gare de Pontarlier
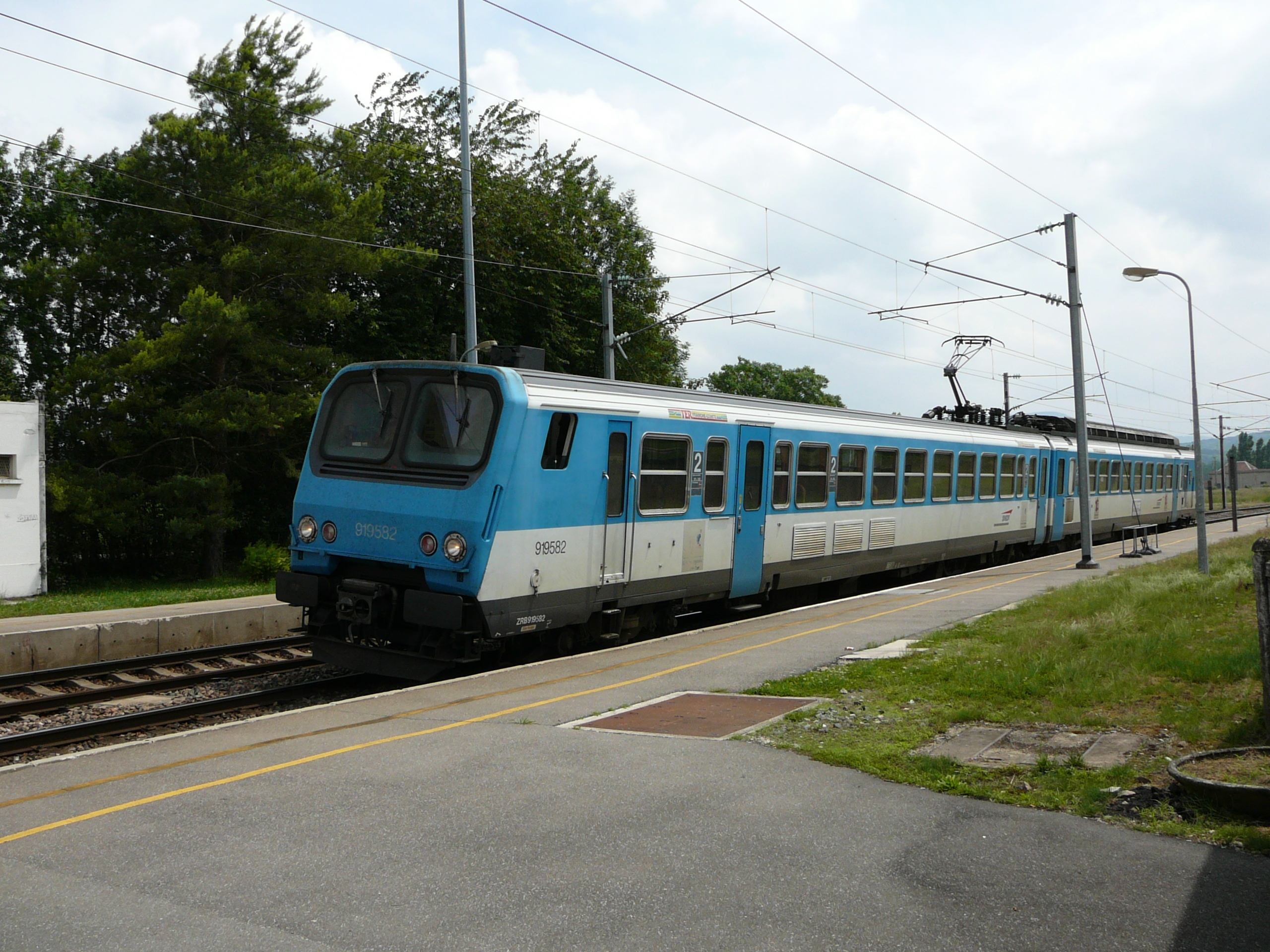
Z 99582 en gare d'Arc et Senans
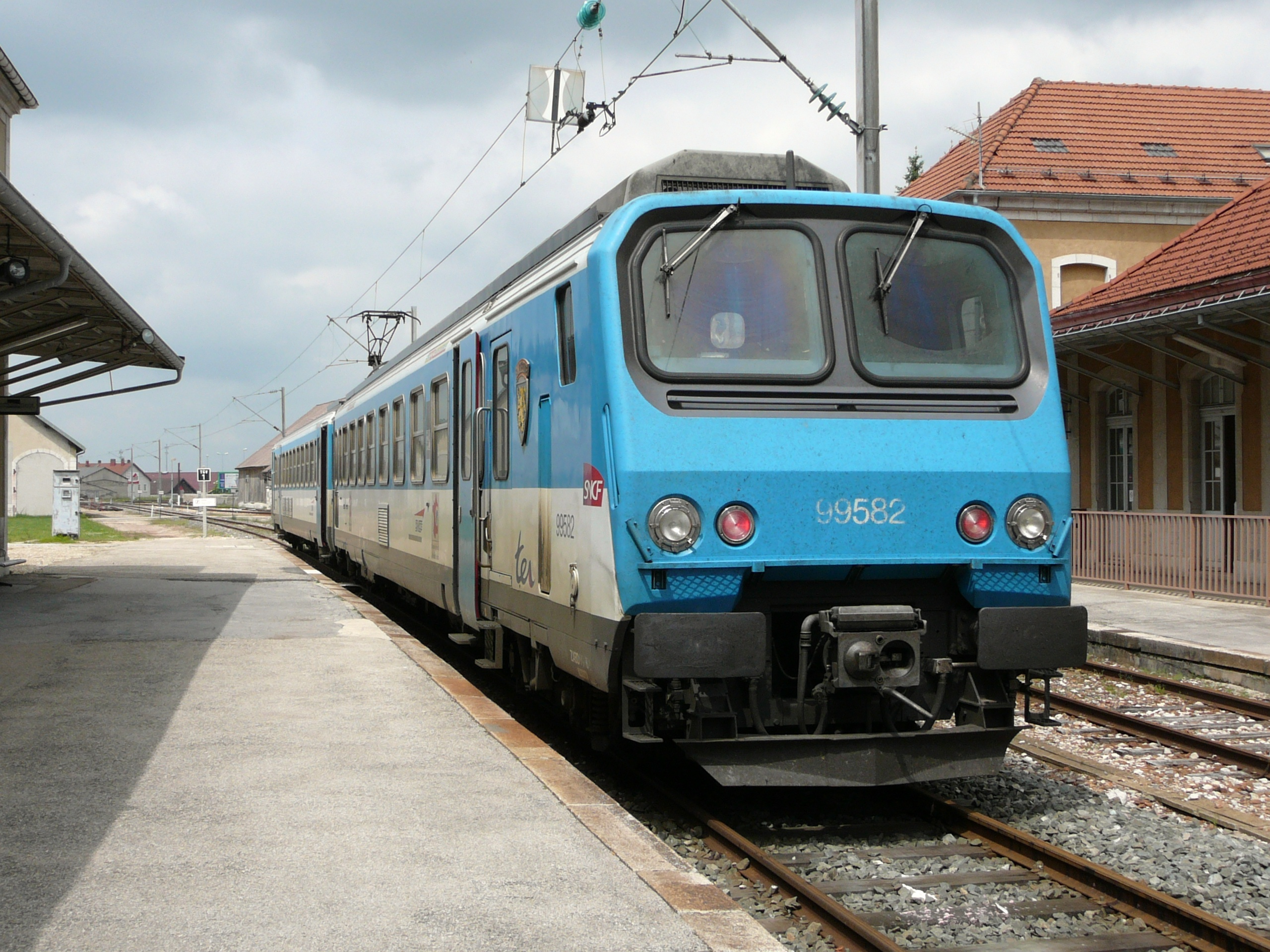
Z 99582 en gare de Pontarlier

### Automotrice électrique Z 9600

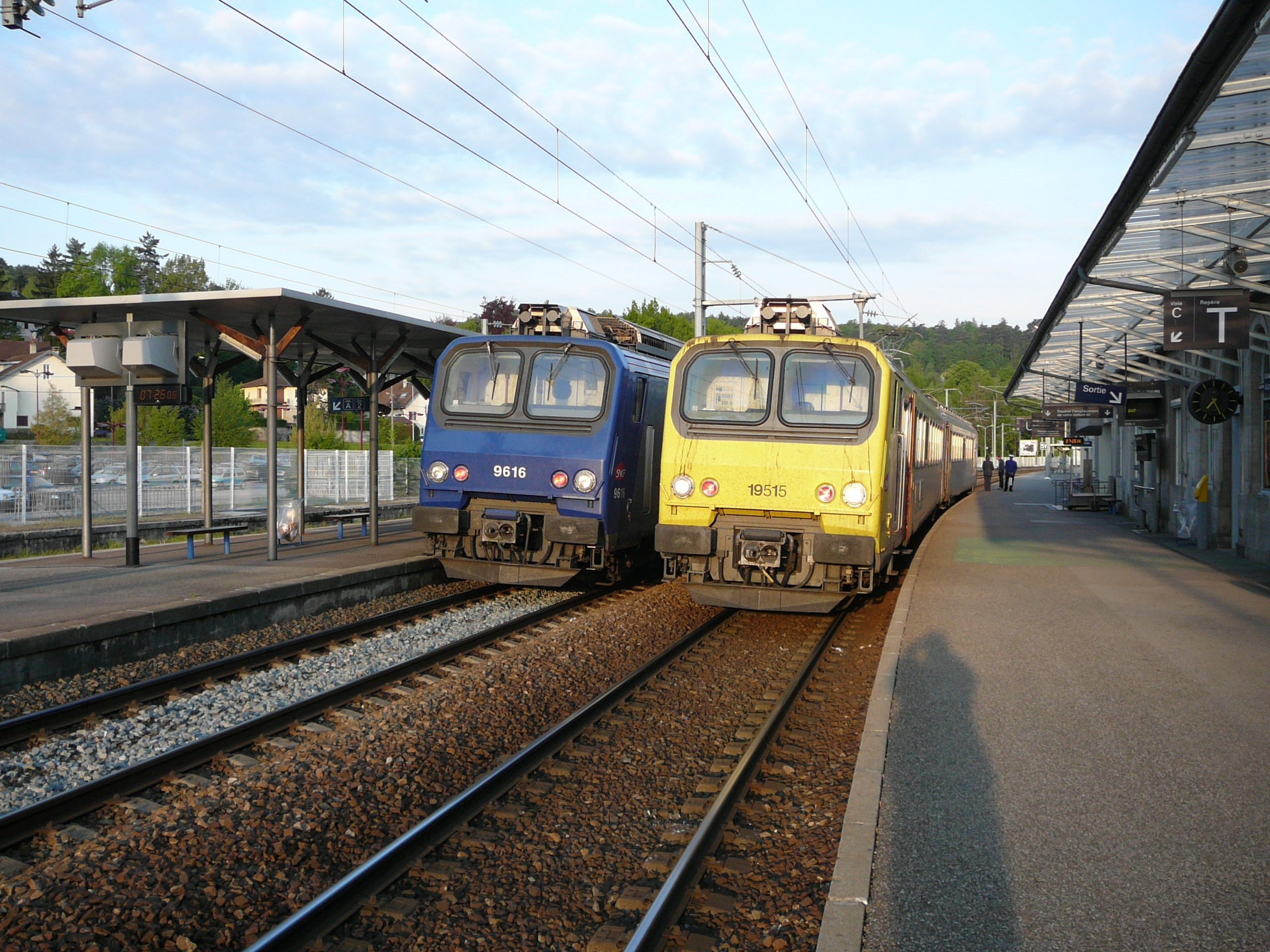
Z2 des régions Bourgogne et Franche-Comté en gare de Lons le Saunier
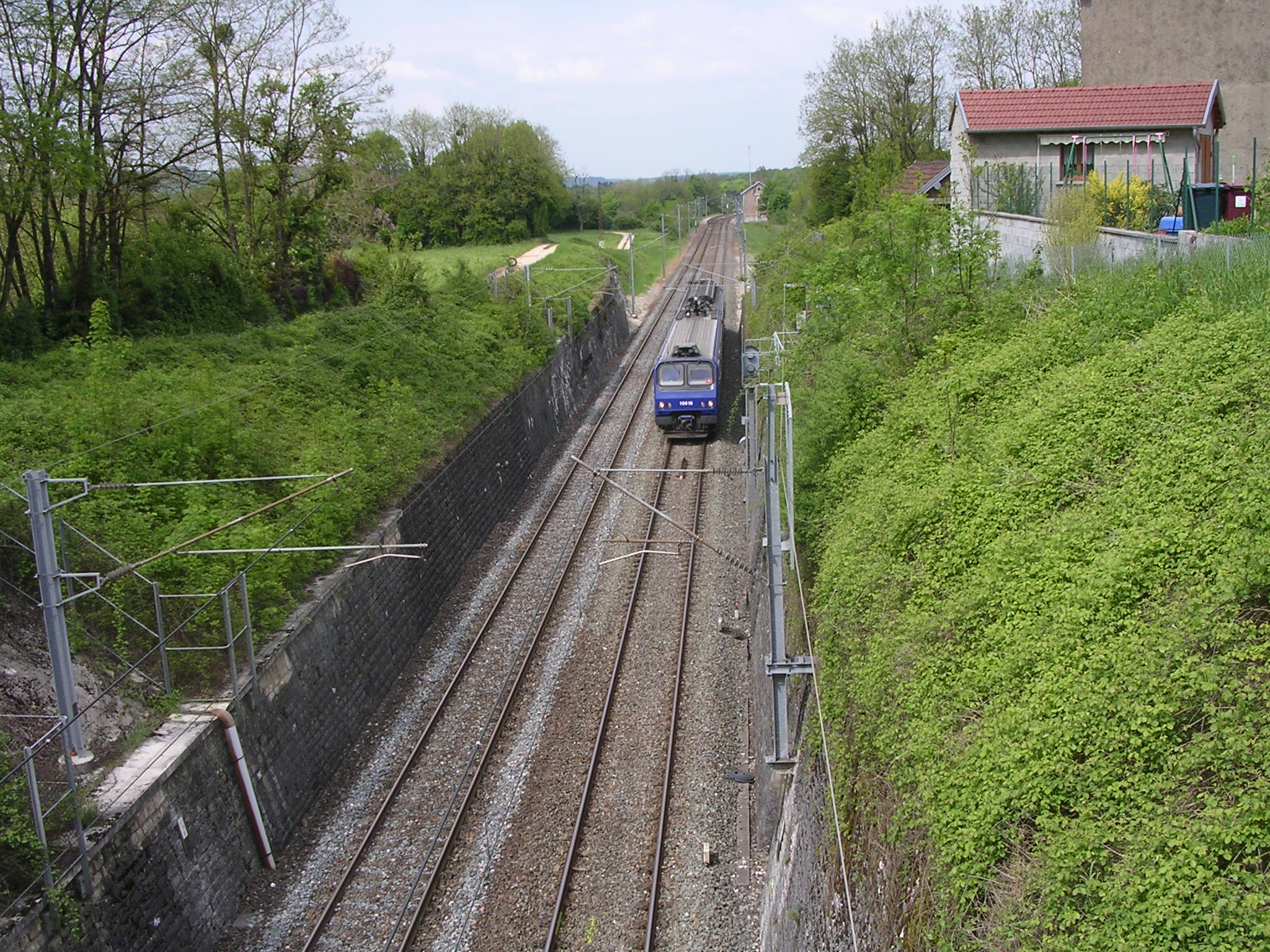
Une rame Z2 entre Franois et Arc-et-Senans à proximité de Byans-sur-le-Doubs

### Automotrice électrique Z 27500

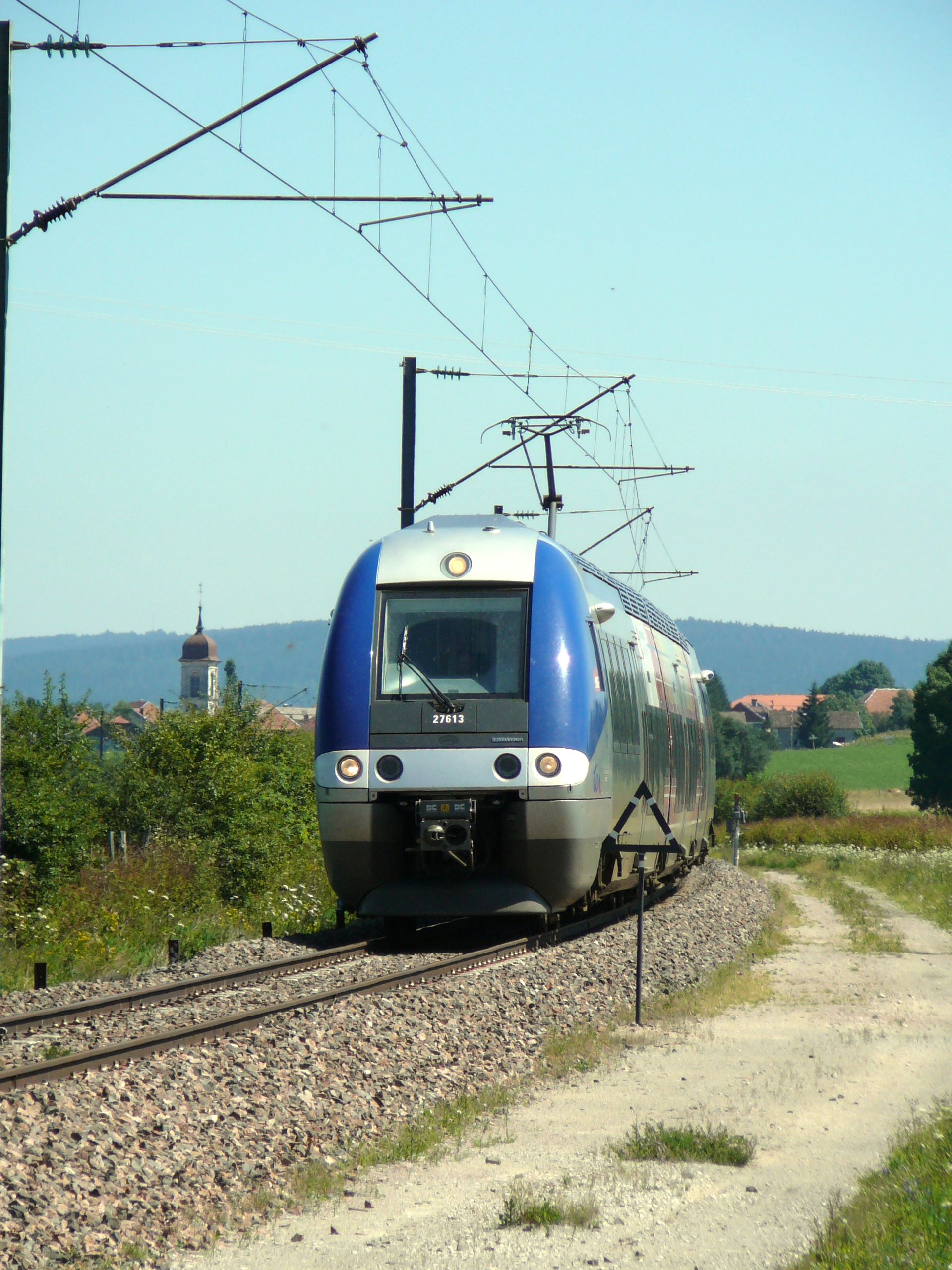
ZGC Franche Comté à Sainte Colombe (Doubs)
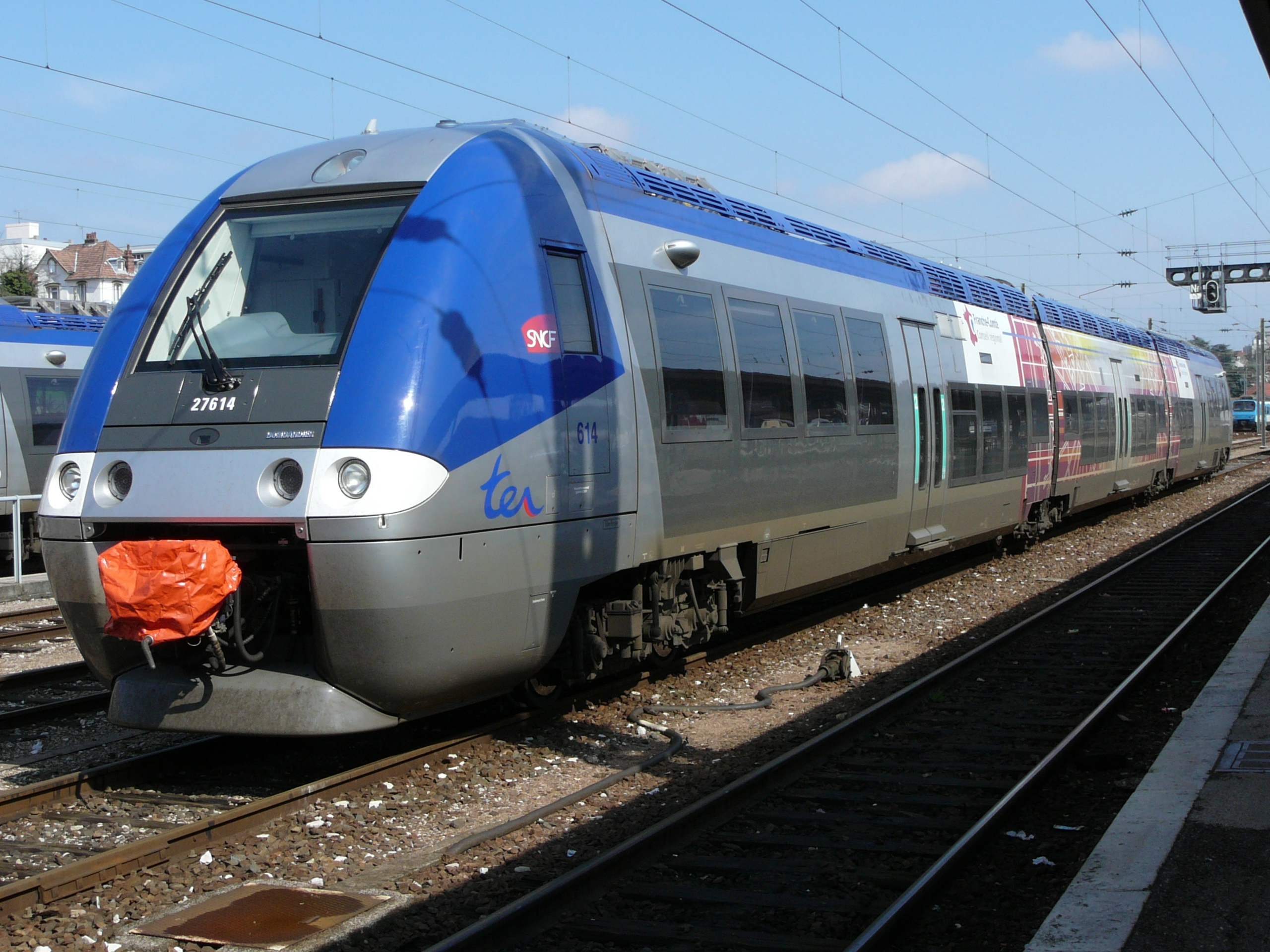
ZGC Franche Comté en gare de Besançon
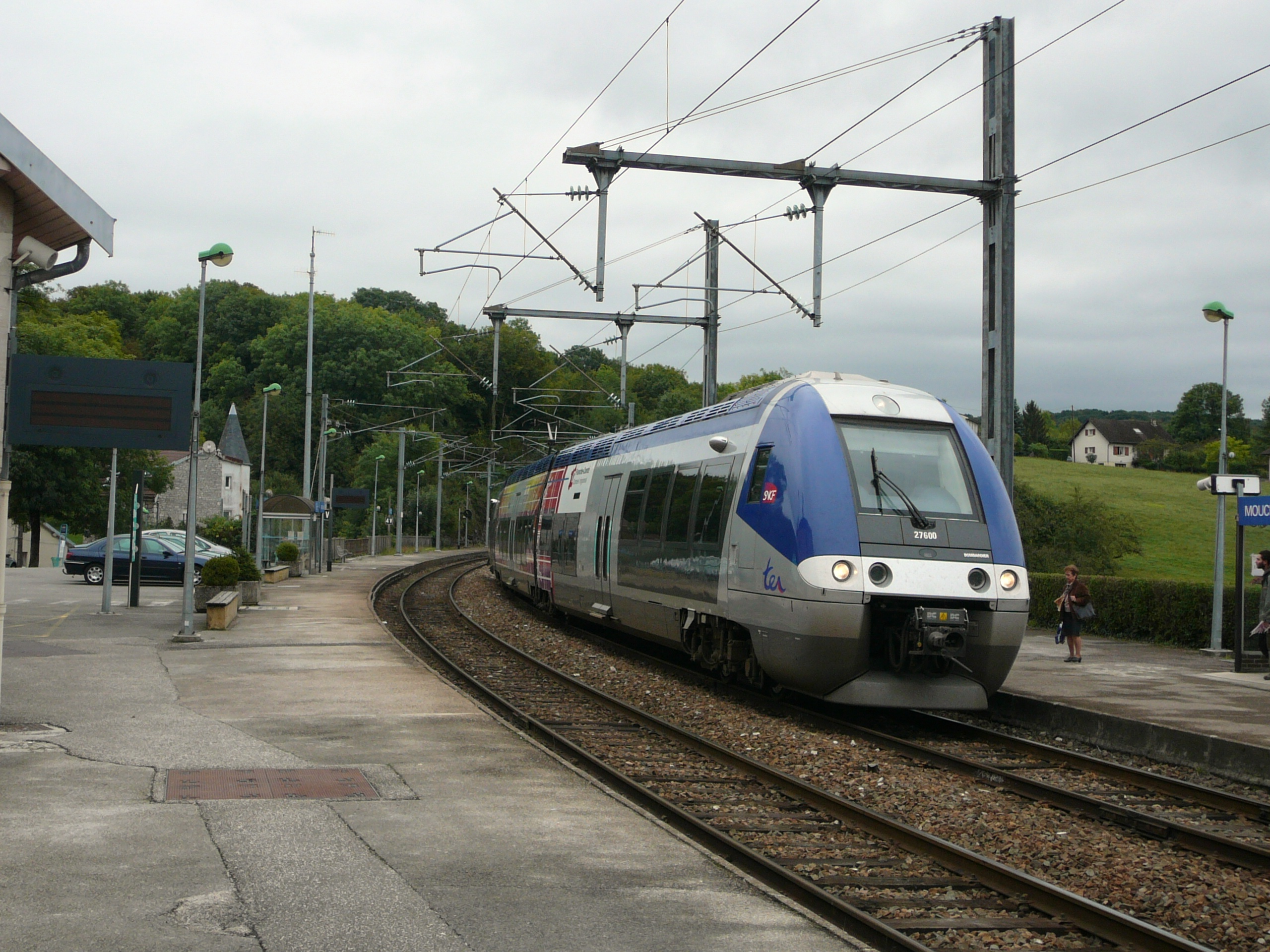
TER Lons le Saunier-Besançon desservant Mouchard

### Autorails X 4750

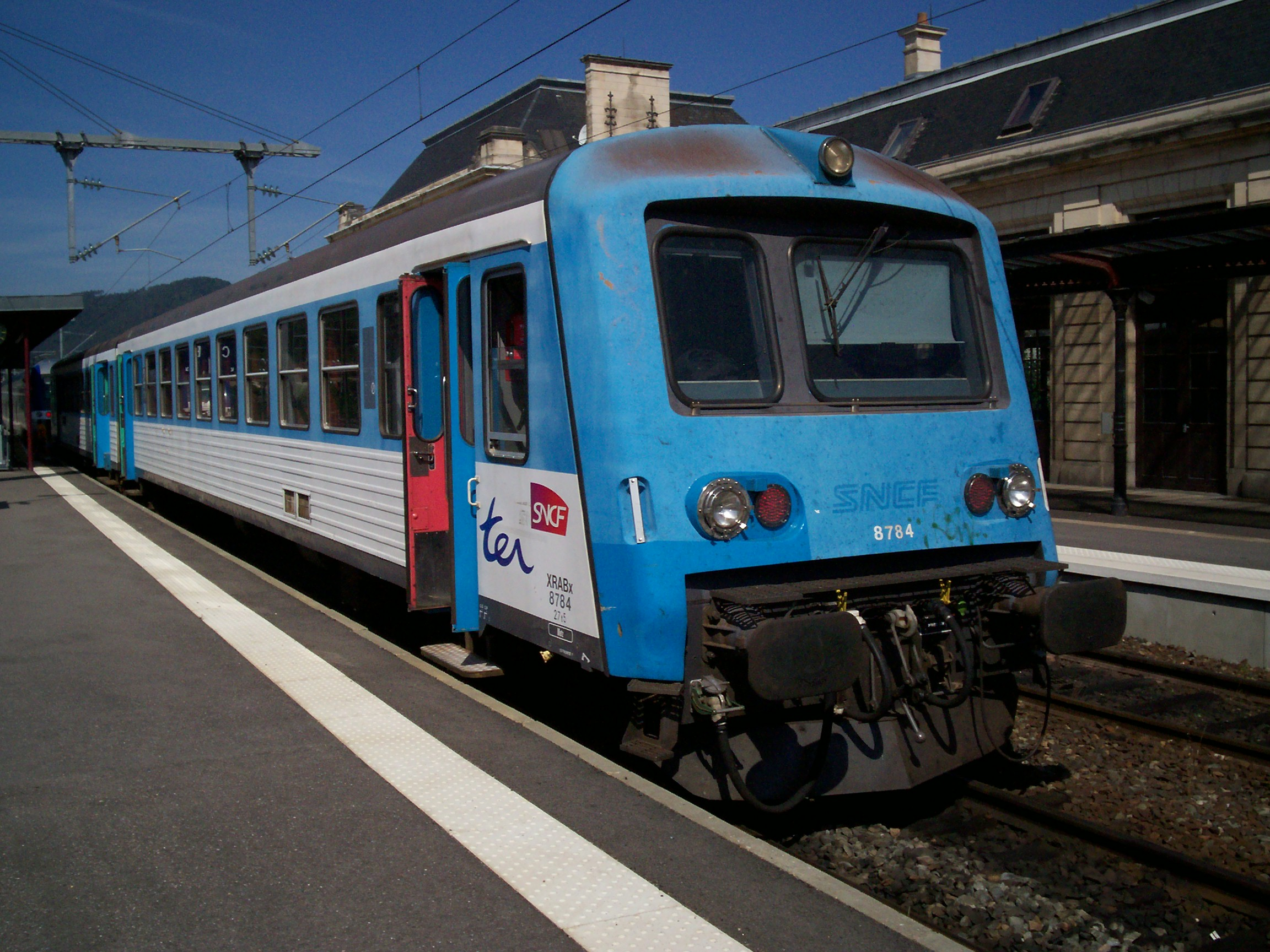
X 4784 TER Franche-Comté assurant un TER Lorraine

### Autorails X 73500

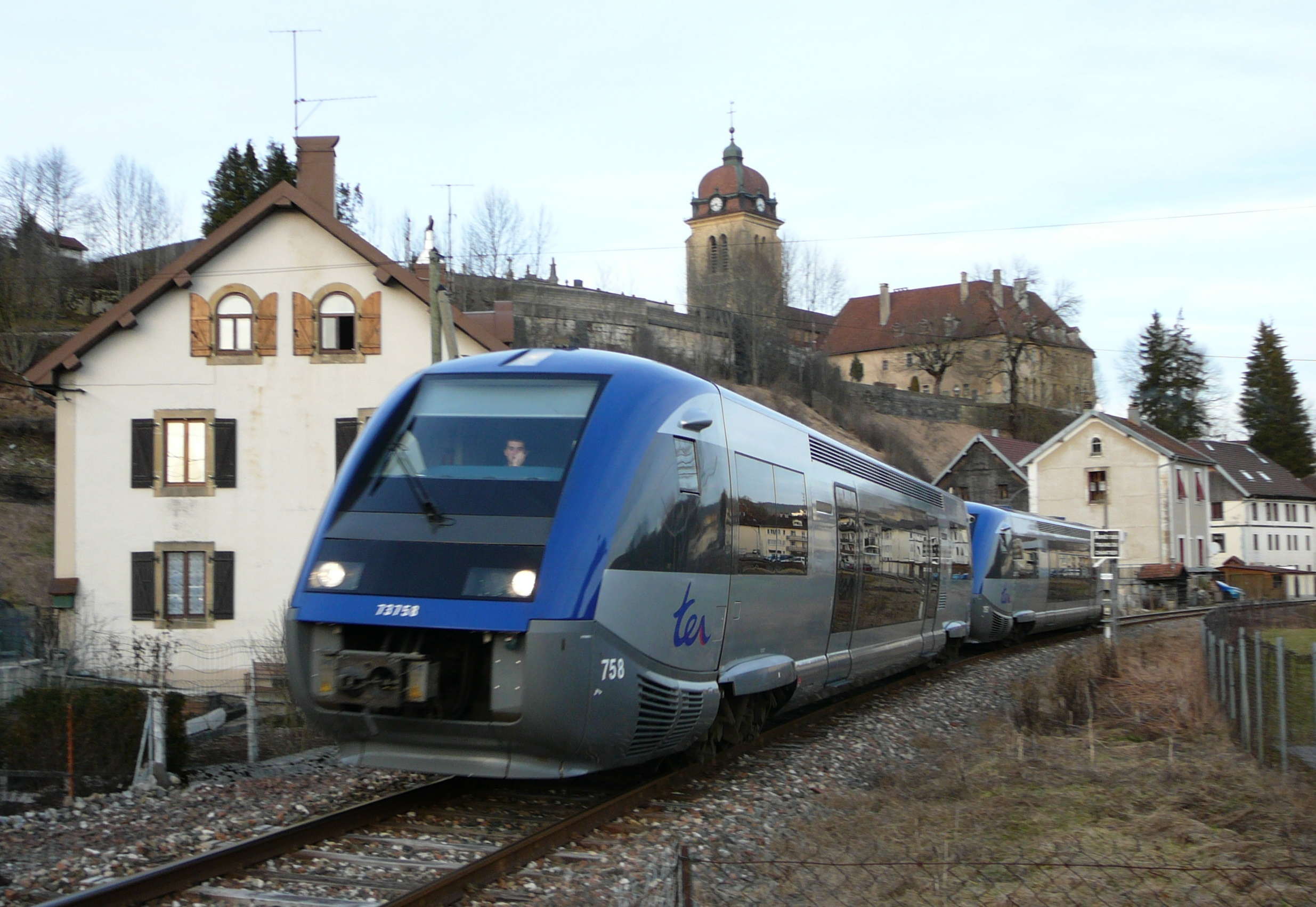
X 73758 à Morteau.jpg
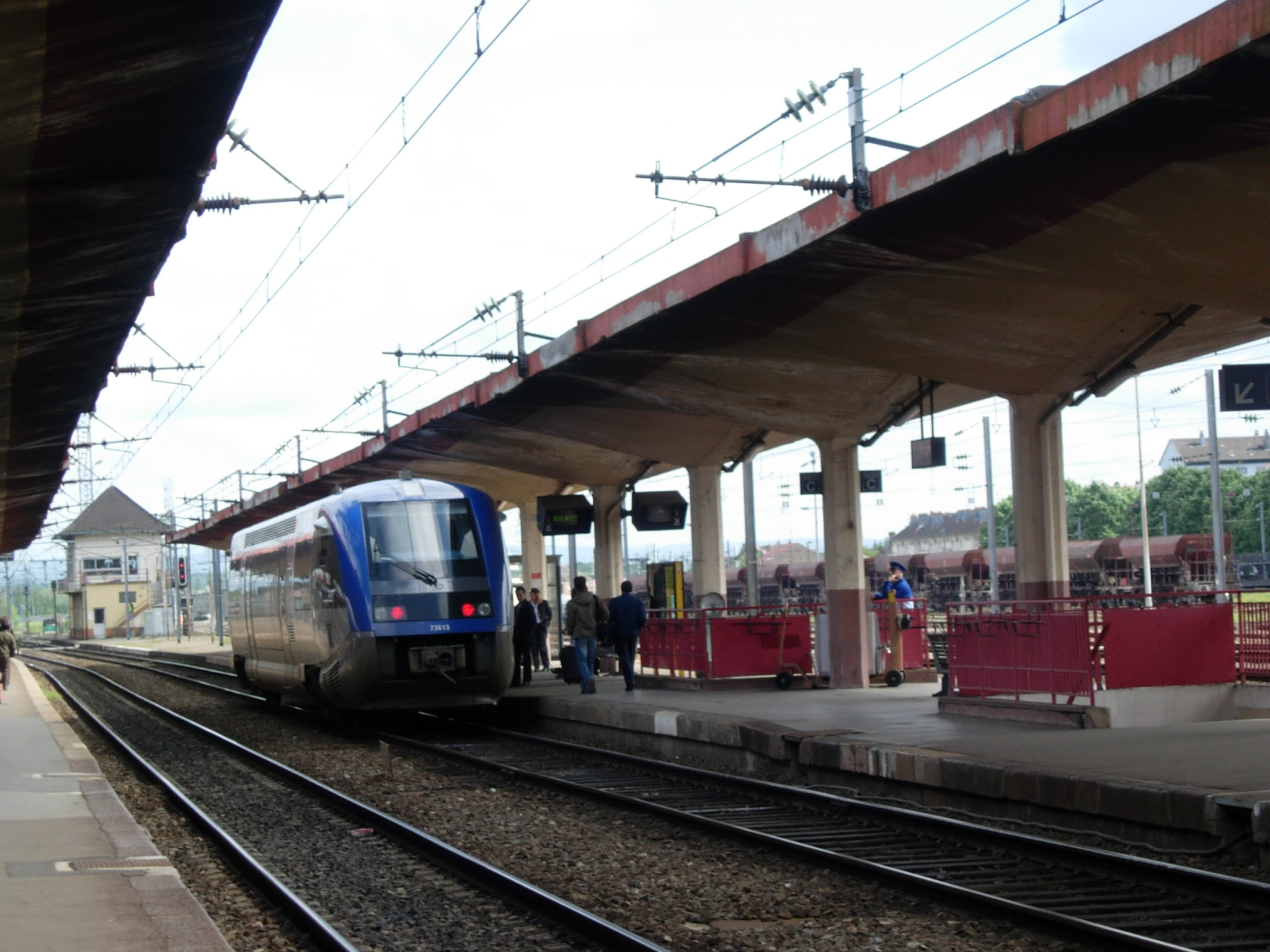
X 73500 en gare de Belfort.
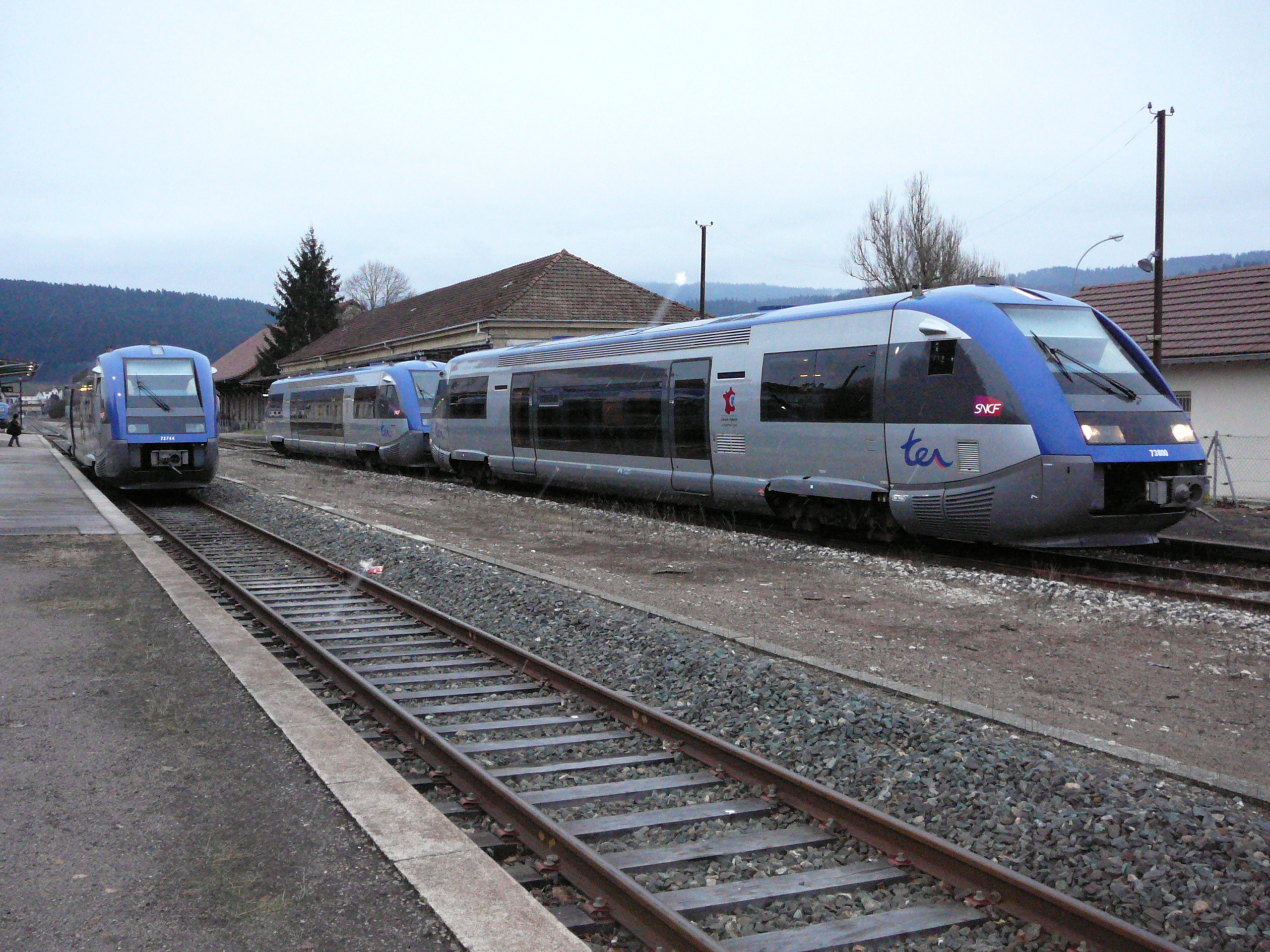
X 73500 en gare de Morteau.
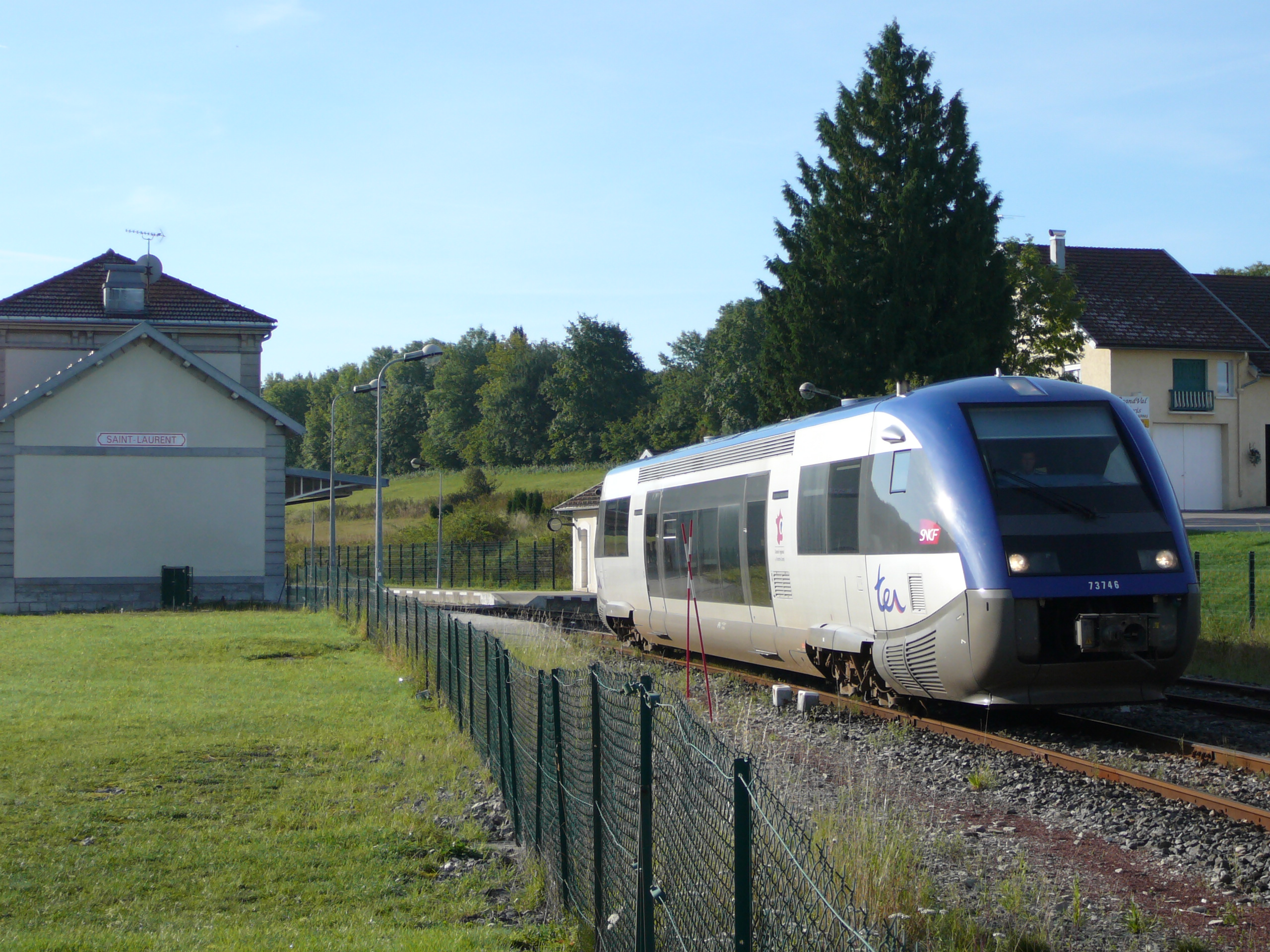
TER Saint-Claude - Dole à Saint-Laurent
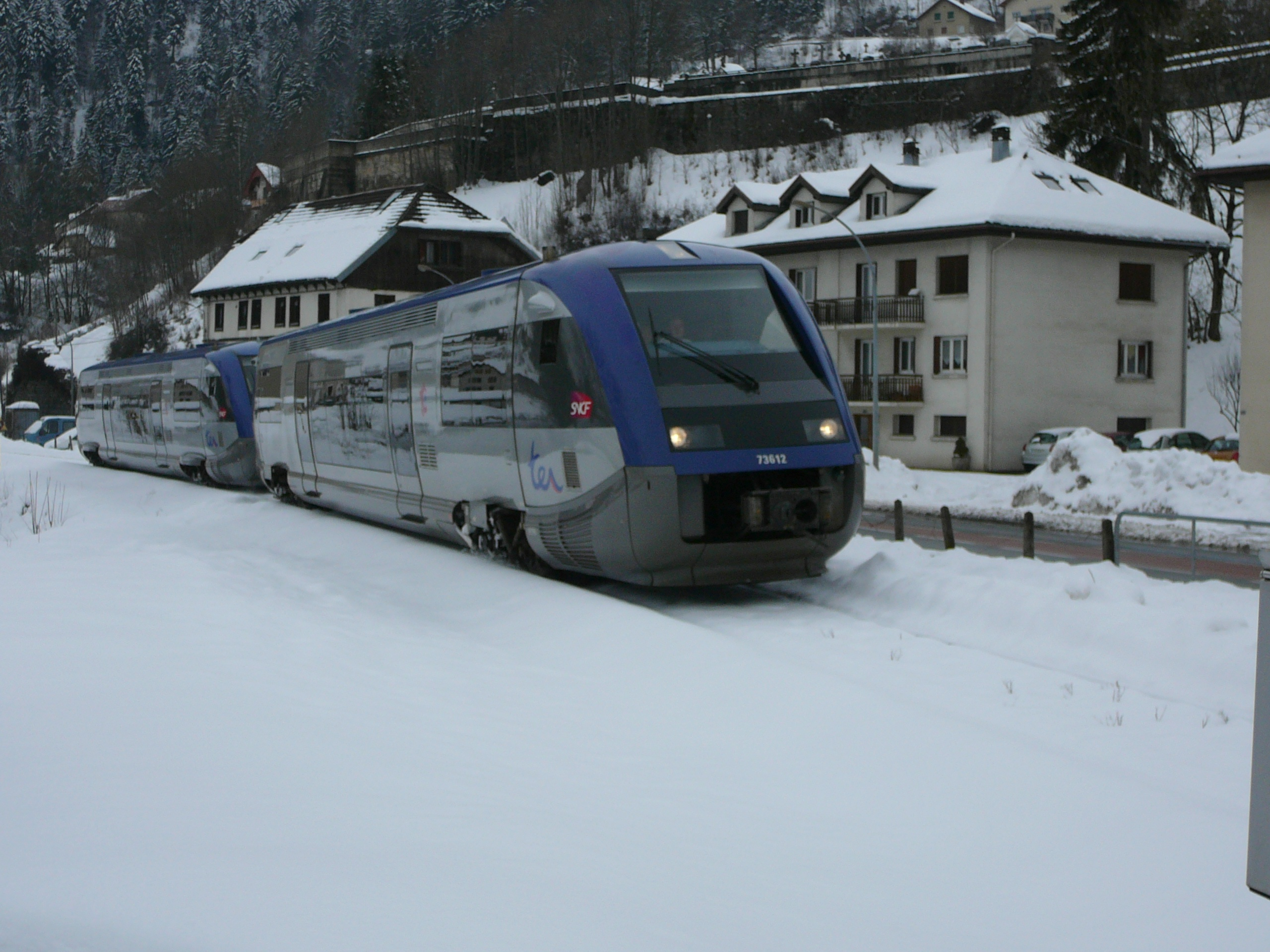
train TER Besançon-Viotte - Morteau
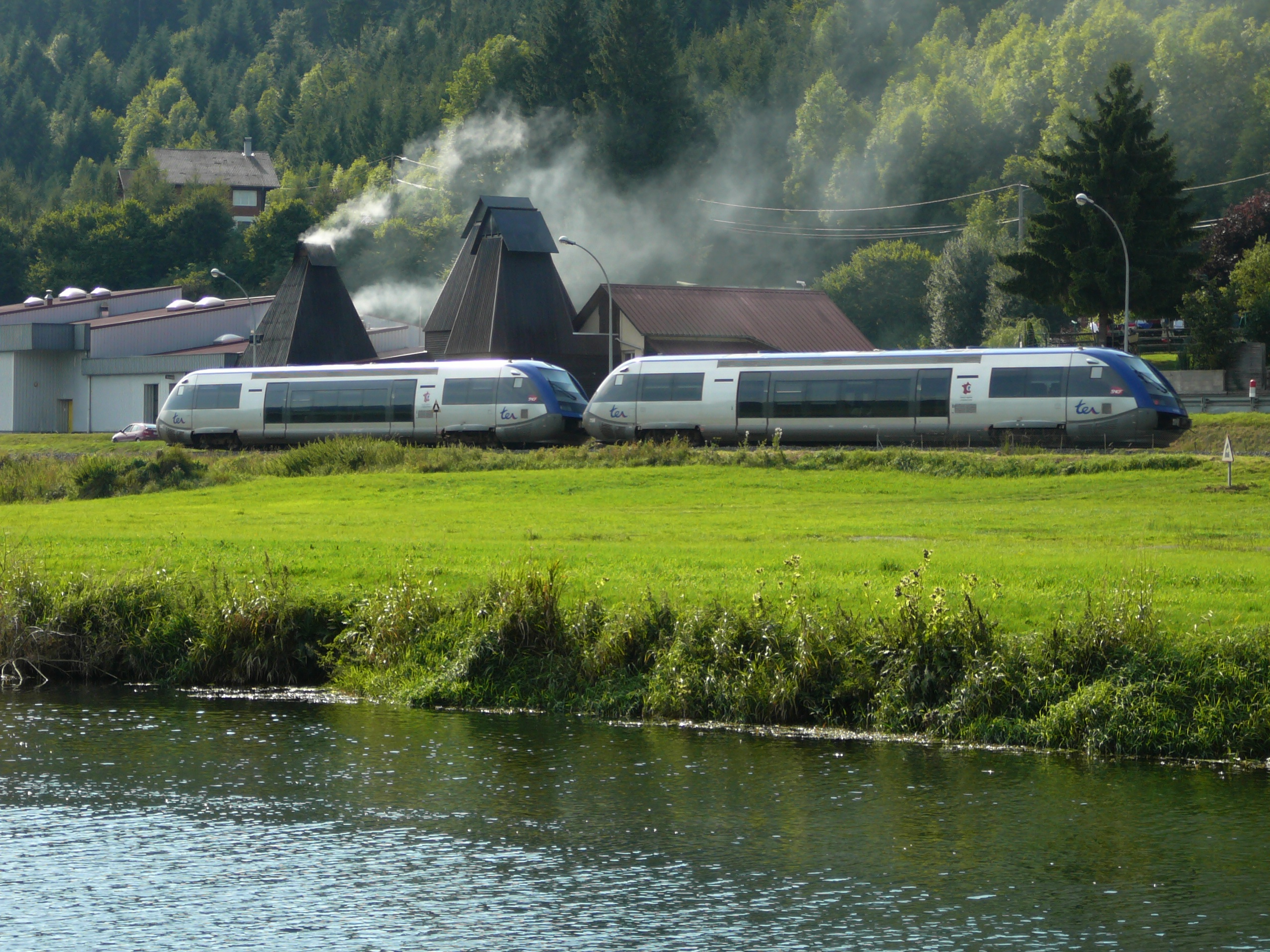
TER et tuyé à Morteau.
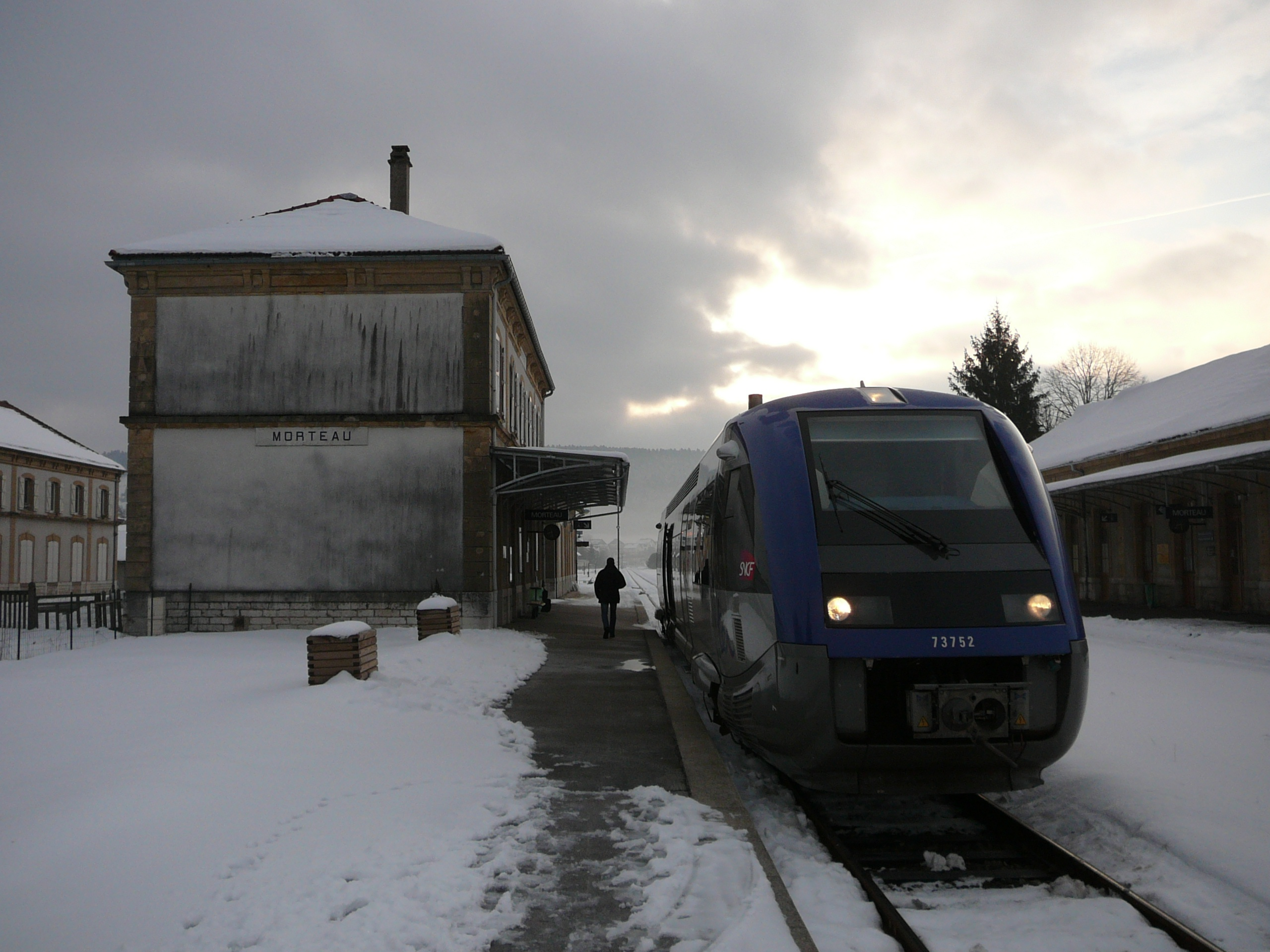
X 73752.

### Autorails X 76500

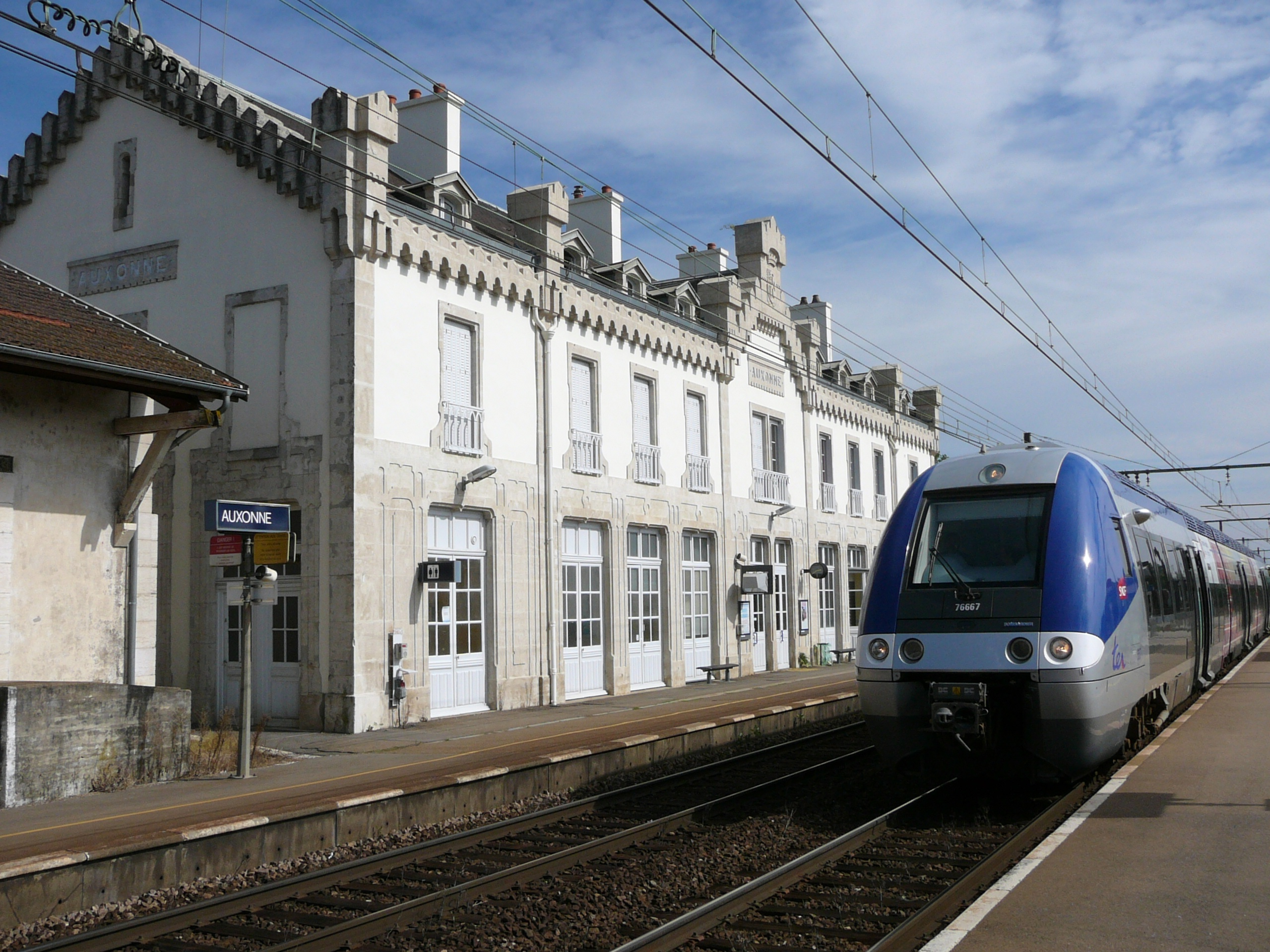
Bâtiment voyageurs d'Auxonne avec un XTER St Claude-Dijon.
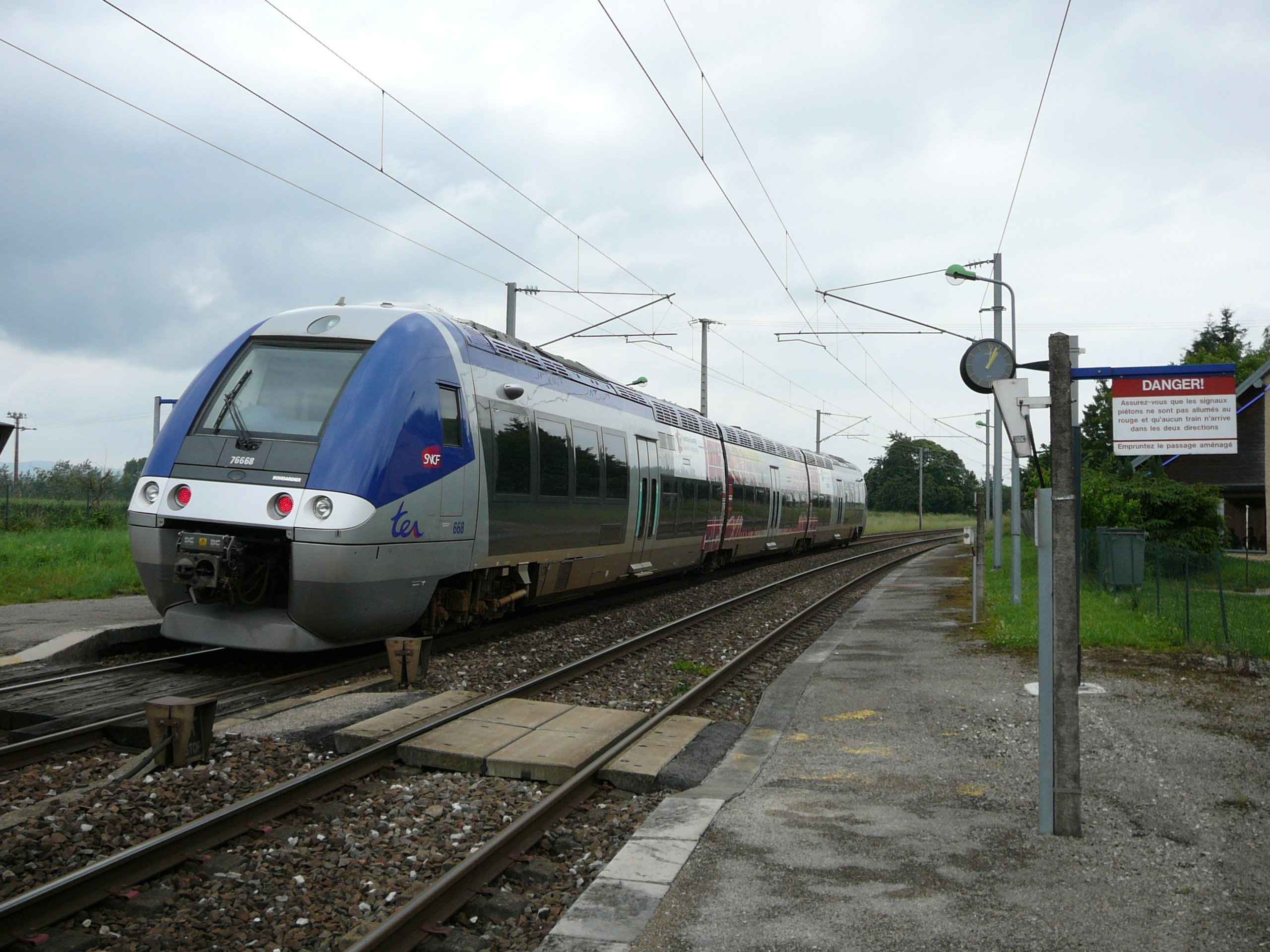
Gare de Liesle, direction Mouchard avec TER assuré en XGC pour Lons-le-Saunier
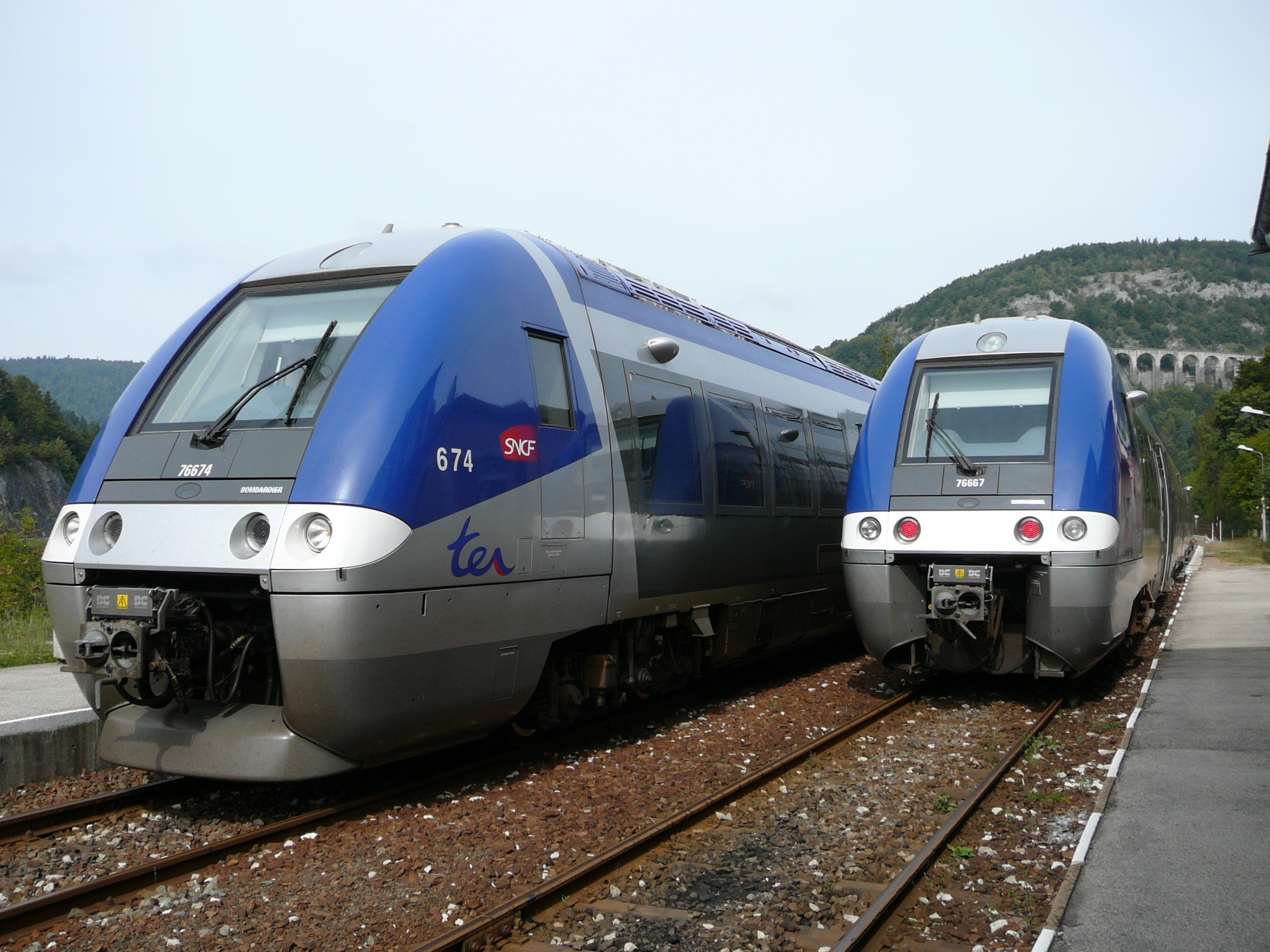
XGC en gare de Morez.

### Voitures Corail du TER Franche-Comté

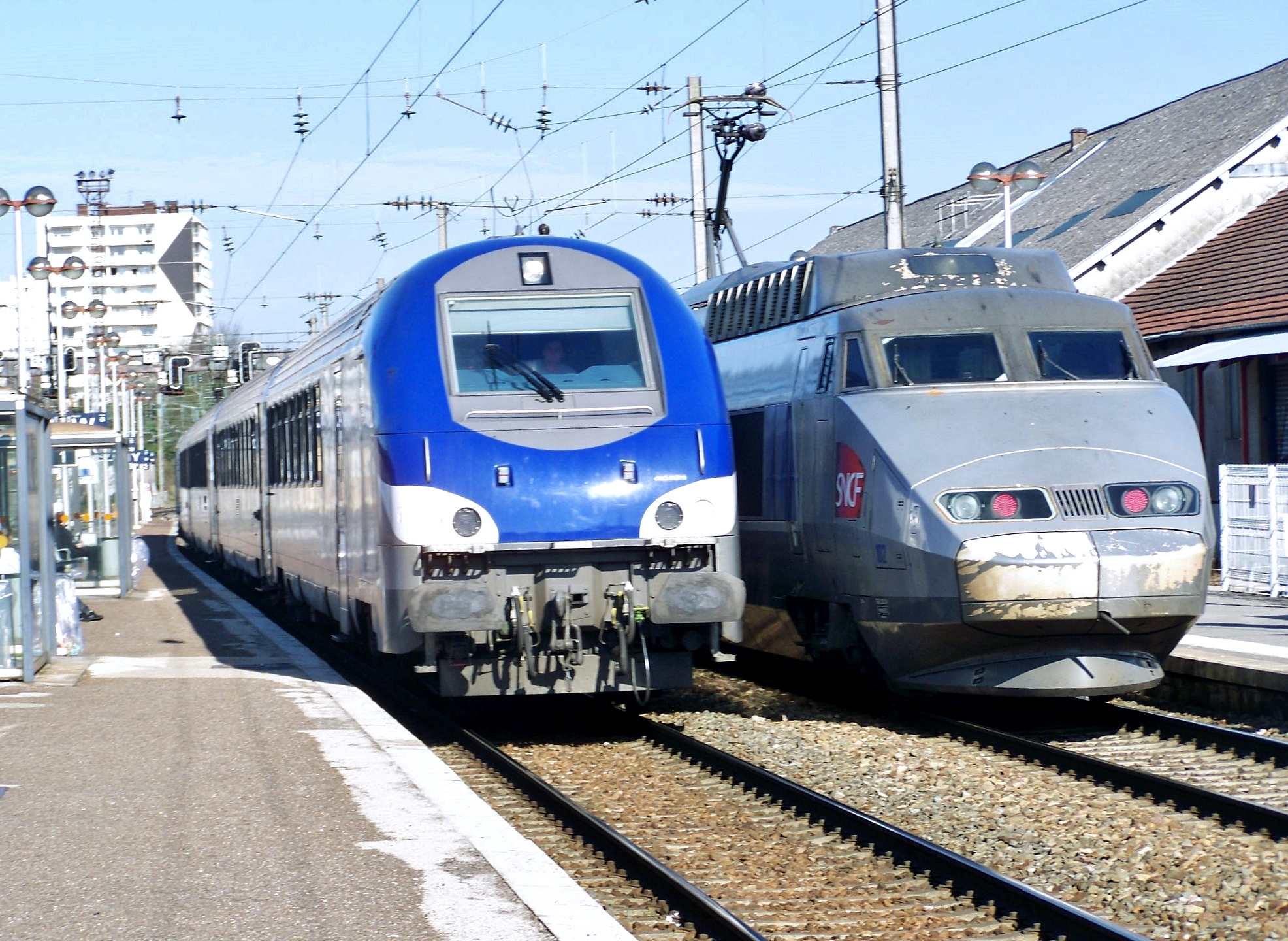
Arrivée d'un TER pour Dijon via Dole et TGV en stationnement en gare.
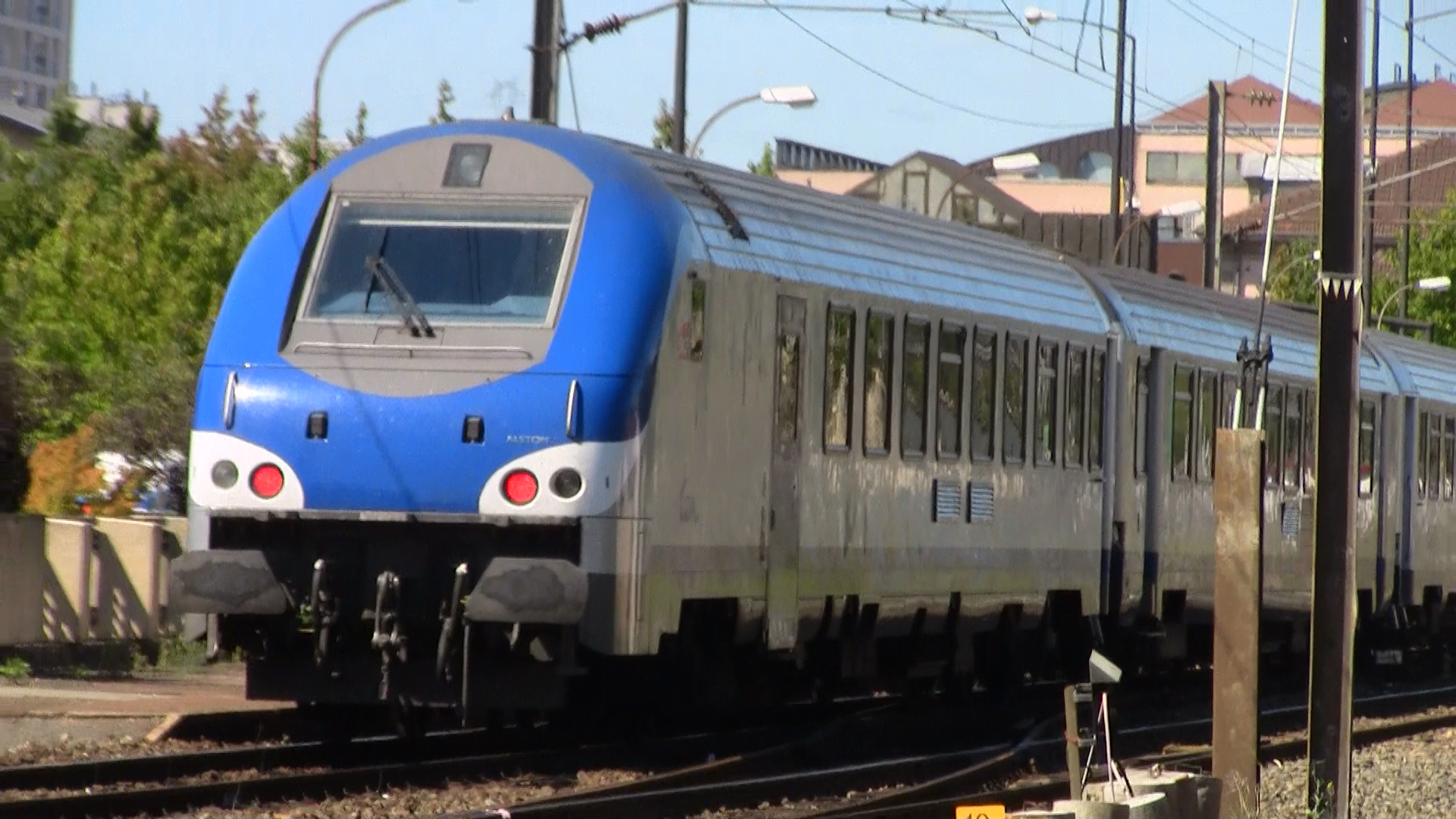
B5uxh à Montbéliard